# Religieuze gebouwen in Breda
Een overzicht van religieuze gebouwen in Breda.

## Rooms-katholieke kerken

### Historische kerkgebouwen
- De Sint-Martinuskerk is de parochiekerk van Princenhage, waarvan de oudste delen uit circa 1400 stammen.
- De voormalige schuilkerk Sint-Joseph aan de Waterstraat 5, werd in 1688 gesticht in een bestaand pand. In 1715 werd deze kerk afgebroken en een nieuwe schuilkerk gebouwd. Omstreeks 1850 kreeg ze een neoclassicistische voorgevel. In 1891 werd de kerk buiten gebruik gesteld omdat toen de Onze-Lieve-Vrouw Hemelvaartkerk gereedkwam. Het gebouw kreeg een andere bestemming en werd in twee verdiepingen gedeeld. Tegenwoordig is het een horecagelegenheid (Avenue).
- De Sint-Antoniuskathedraal, een waterstaatskerk in neoclassicistische stijl uit 1837, eerste Bredase bisschopskerk van 1853 tot 1876 en opnieuw kathedraal vanaf 2001.
- Voormalige Onze-Lieve-Vrouw-Hemelvaartkerk aan de Ginnekenstraat werd gebouwd in 1890 en gesloopt in 1967
- Voormalige kathedrale Sint-Barbarakerk aan de Haven (Prinsenkade), ontwerp Pierre Cuypers. Gebouwd 1865-1869, kathedrale kerk sinds 1876, gesloopt in 1970.
- Voormalige Sint-Josephkerk was een neogotische kerk die zich bevond aan de Oranjesingel en ingewijd werd in 1898. Architect was Jan Jurien van Langelaar. De westtoren kwam pas in 1937 gereed en was een ontwerp van J. Berben. Het was een van de drie hoge neogotische torens van Breda. Het gebouw werd in 1975 onttrokken aan de eredienst en in 1976 gesloopt.
- De Heilig Hartkerk aan Baronielaan 24 is een neogotische kerk uit 1900. Tegenwoordig is de kerk gekraakt en al zo'n 15 jaar wordt er over haar toekomst gedisputeerd. Sinds 1 januari 2011 zou men aan een gedeeltelijke renovatie zijn begonnen, het schip van de kerk zou echter gesloopt worden; uit protest hiertegen is de vrijwillige ontruiming van de krakers geannuleerd.
- De Sint-Laurentiuskerk is een neogotische kerk te Ginneken, die werd ingewijd in 1902
- De Sint-Annakerk aan de Haagweg 1 werd ontworpen door Joseph Cuypers, ingewijd in 1905, onttrokken aan de eredienst in 1997 en is tegenwoordig in gebruik als kantoor.
- Voormalige Driesprongkerk (Onze Lieve Vrouw van Goede Raad) aan de Teteringsedijk 295, stamt uit 1925 en werd ontworpen door J. van Groenendael. In 1944 werd de kerk zwaar beschadigd. In 1950 kwam een nieuwe kerk gereed waarin delen van de verwoeste kerk waren opgenomen. De kerk werd aan de eredienst onttrokken in 1994 en afgebroken in 1995.
- Kerk van Theresia van het Kind Jezus, aan de Tramsingel, werd gebouwd in 1924 naar ontwerp van Wolter te Riele. Hoewel architectonisch van belang zijnde werd de kerk in 1968 buiten gebruik gesteld en gesloopt in 1973.
- De Pastoor van Arskerk in de buurtschap Lies aan de Liesboslaan 293 is een kerk in expressionistische stijl uit 1929, door Jacques Hurks.
- De Sacramentskerk aan de Zandberglaan 28 is een bakstenen kerk uit 1926, ontworpen door Jan van Dongen. Het is een kerk op vierkante plattegrond met een samengesteld schilddak en een skelet van gewapend beton. Het gebouw heeft stijlkenmerken van het expressionisme en de nieuwe zakelijkheid. De in 1920 opgerichte parochie werd in 1990 opgeheven. De kerk kon in gebruik blijven als concertzaal.
- Voormalige Christus-Koningkerk aan het Pastoor Potterplein was een kerk uit 1932 in de trant van de Amsterdamse School met kenmerken van het expressionisme. Het was een Christocentrische kerk met een zeer breed middenschip. Architect was J. Berben. De kerk werd nooit volledig afgebouwd. In 1970 werd het interieur versoberd. In 1999 werd de kerk onttrokken aan de eredienst en in 2003 werd het gebouw gesloopt.
- De kerk van Maria Middelares (Mariakerk) aan Mariaplein 1 te Ginneken is een bakstenen Christocentrische kerk uit 1934. Architect was Jacques Hurks. Vanuit deze nieuwe parochie werden na de Tweede Wereldoorlog nog de Fatimaparochie en de Sint-Jan de Doperparochie opgericht, die inmiddels zijn opgeheven.
- Voormalige kerk van Maria Onbevlekte Ontvangenis aan de Oranjeboomstraat te Breda-Princenhage, uit 1935, buiten gebruik gesteld in 1990 en vervolgens gesloopt.

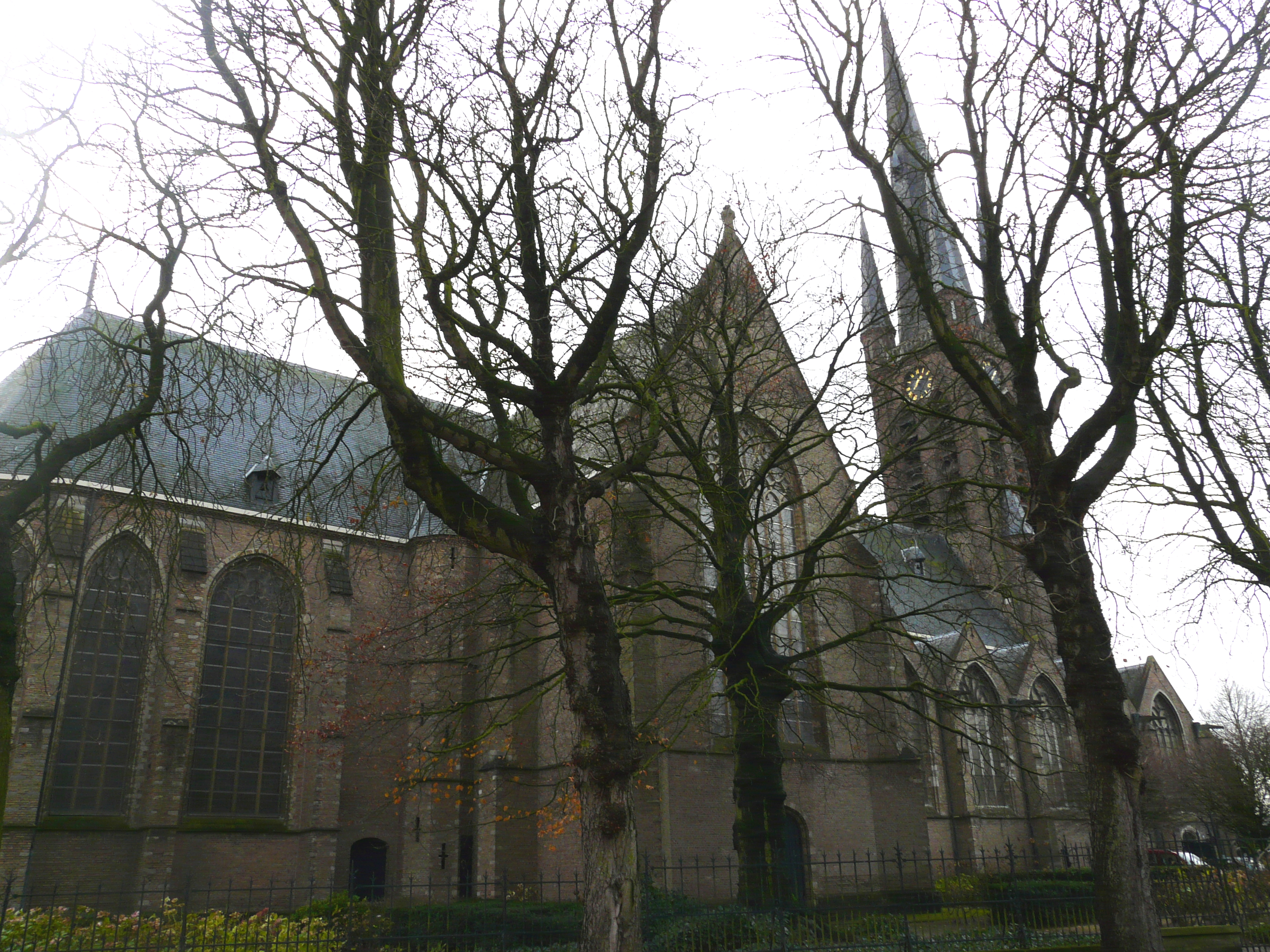
Sint-Martinuskerk
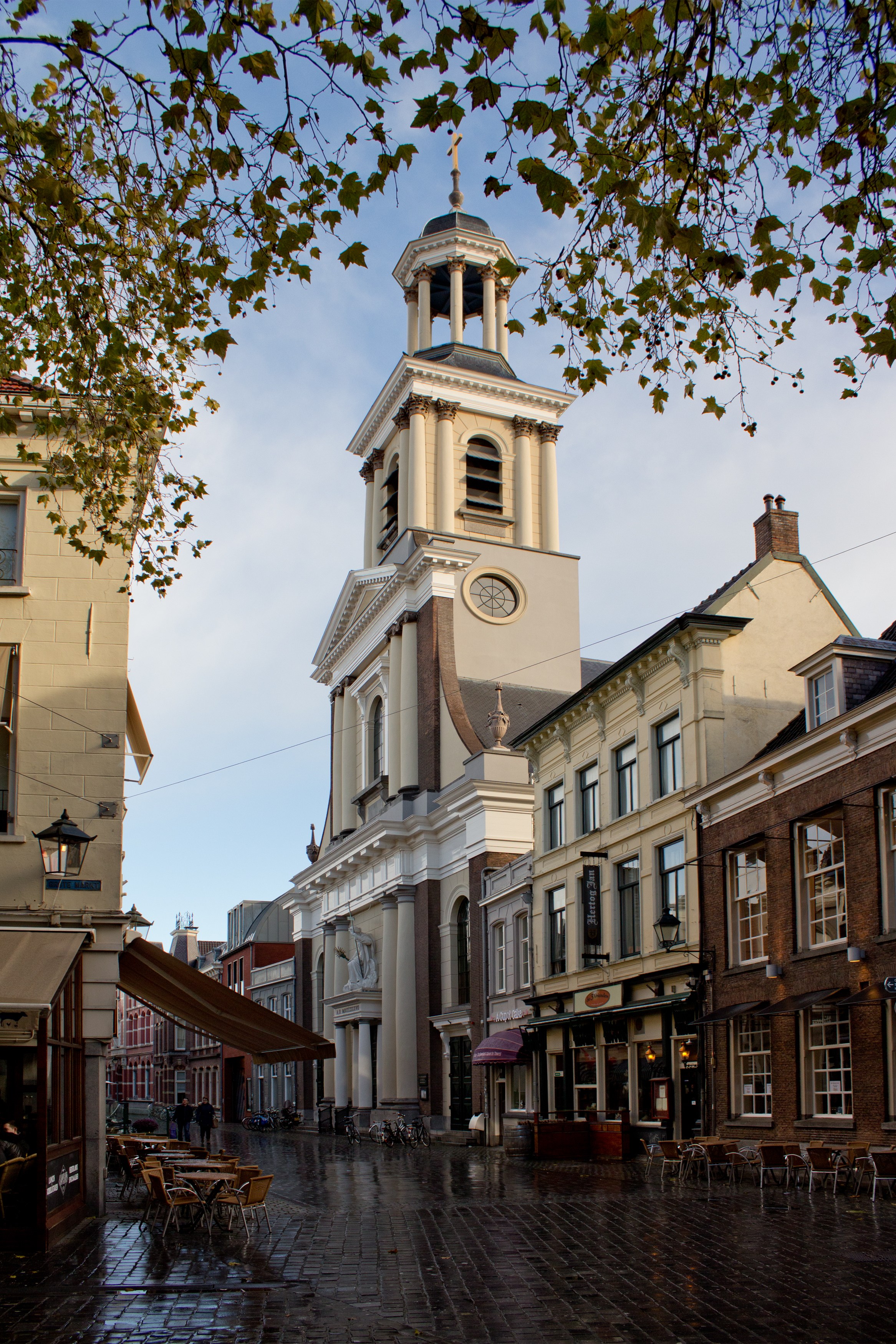
Sint-Antoniuskathedraal
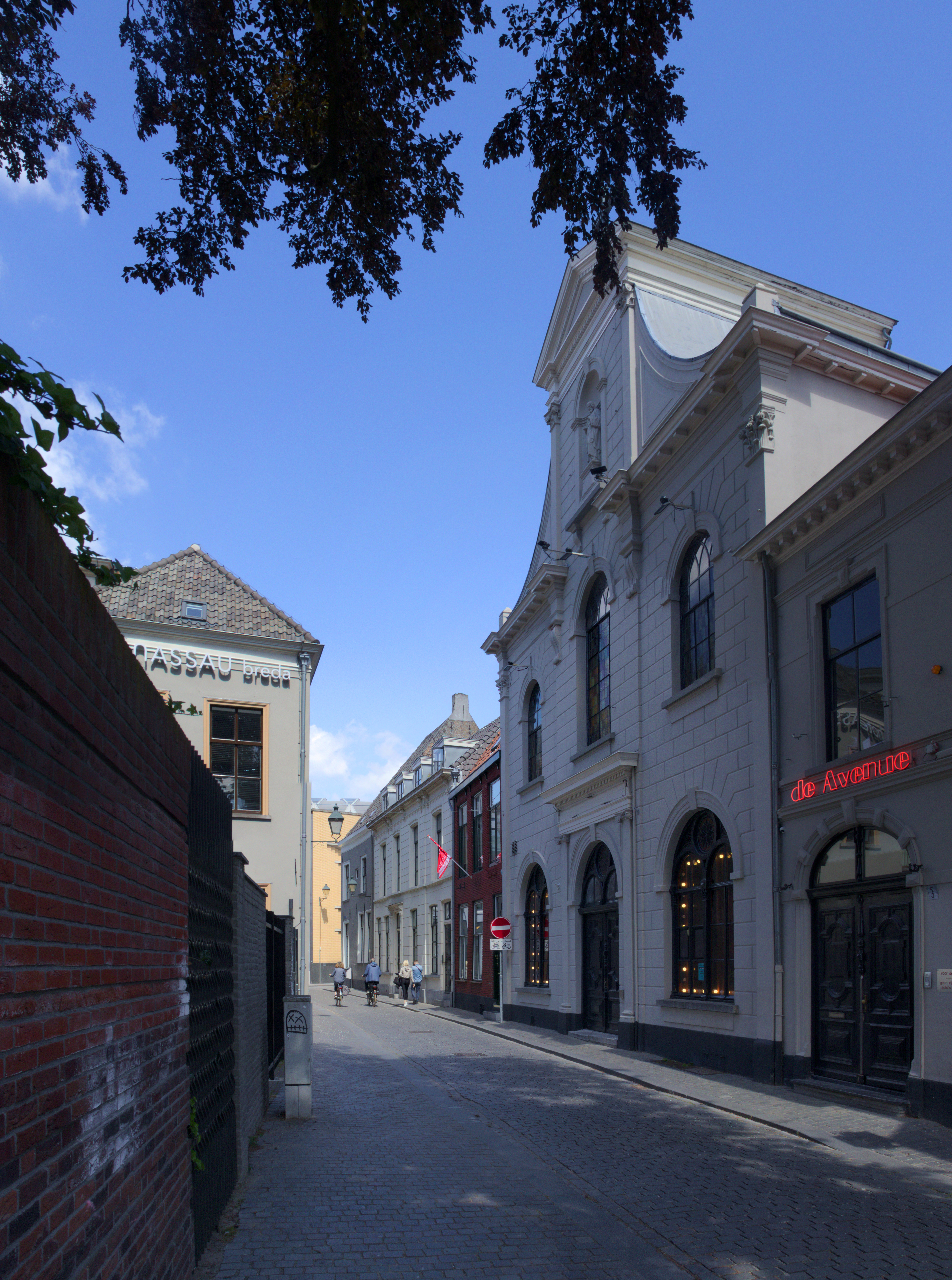
Sint-Joseph
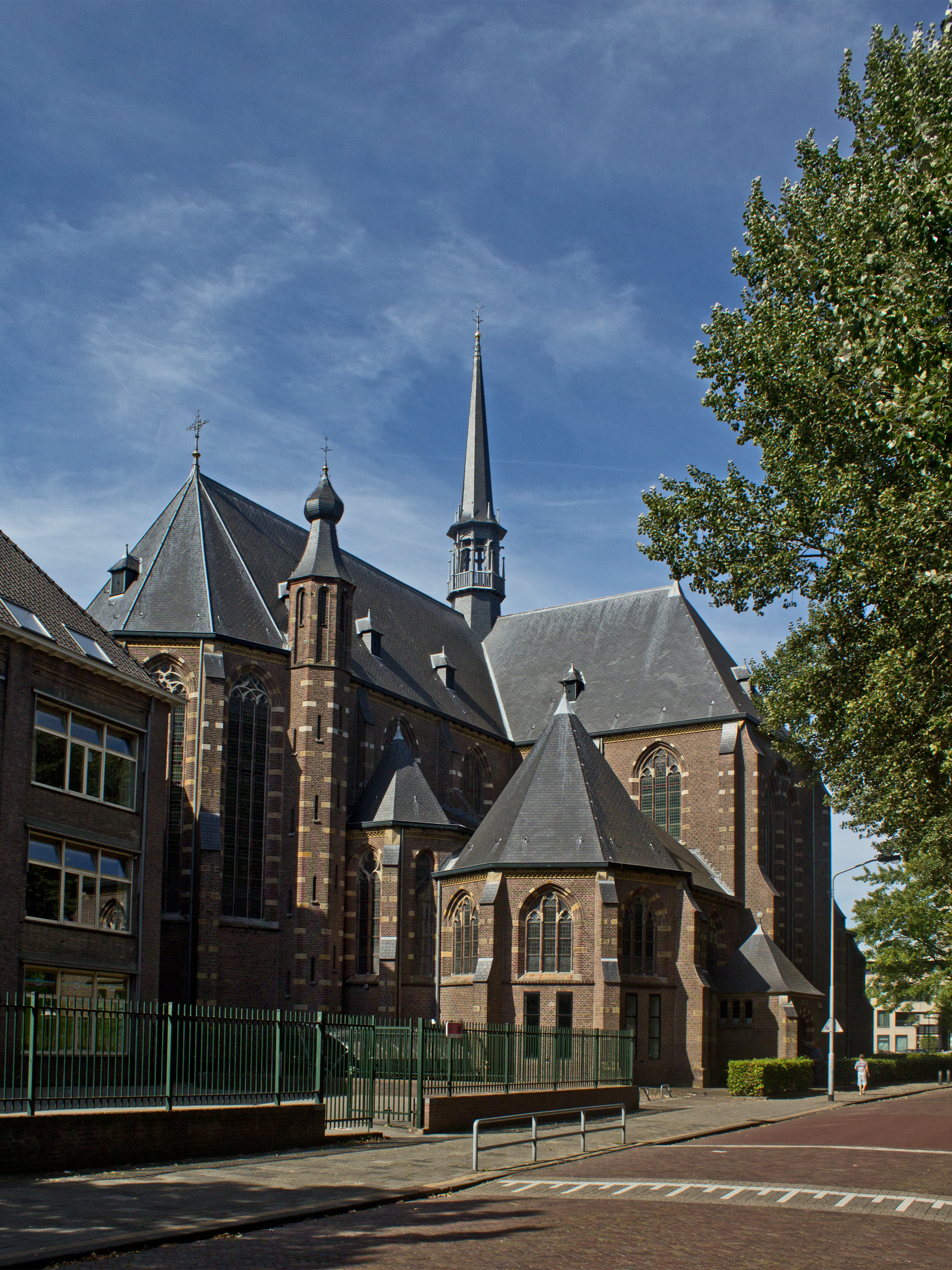
Sint-Annakerk
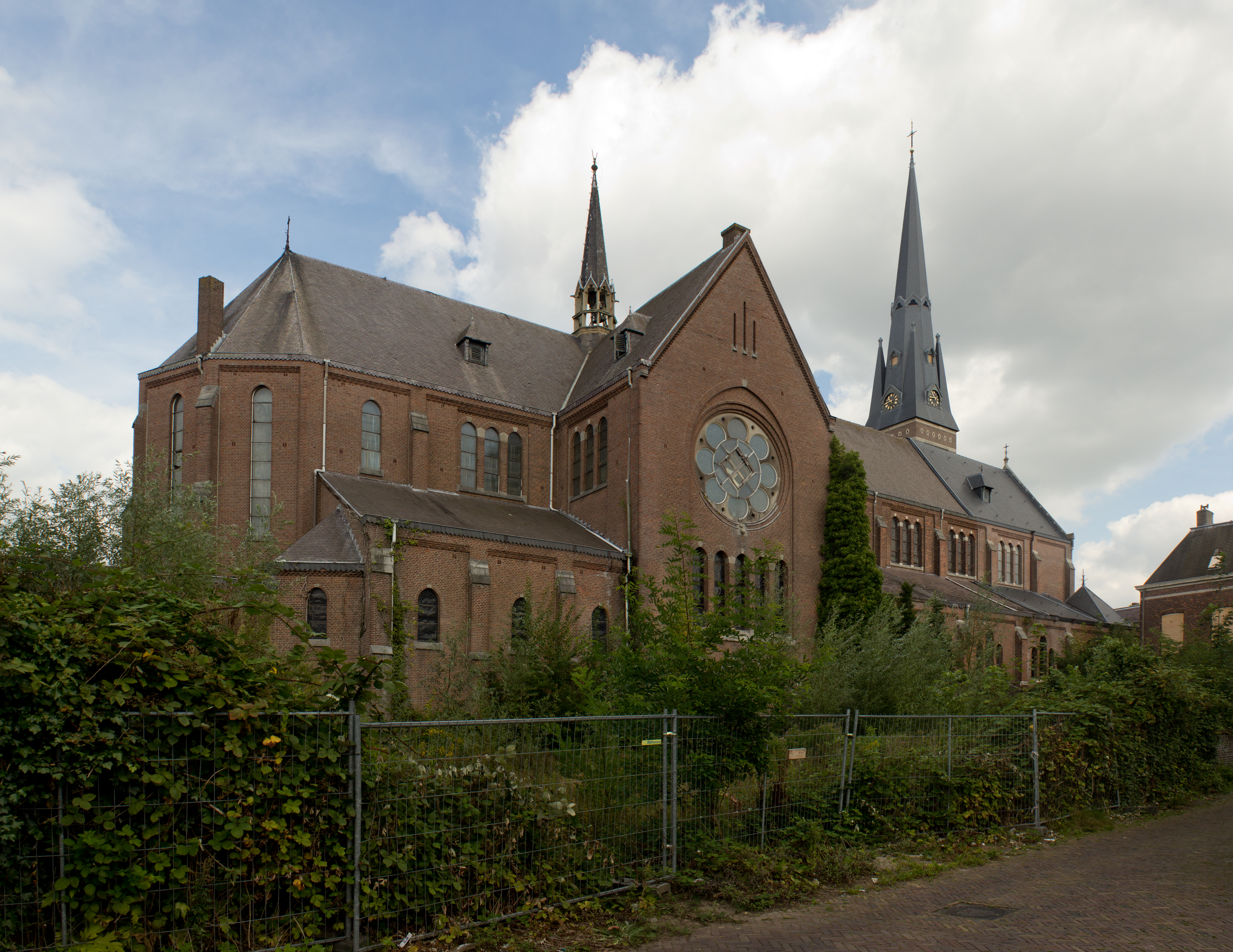
Heilig Hartkerk
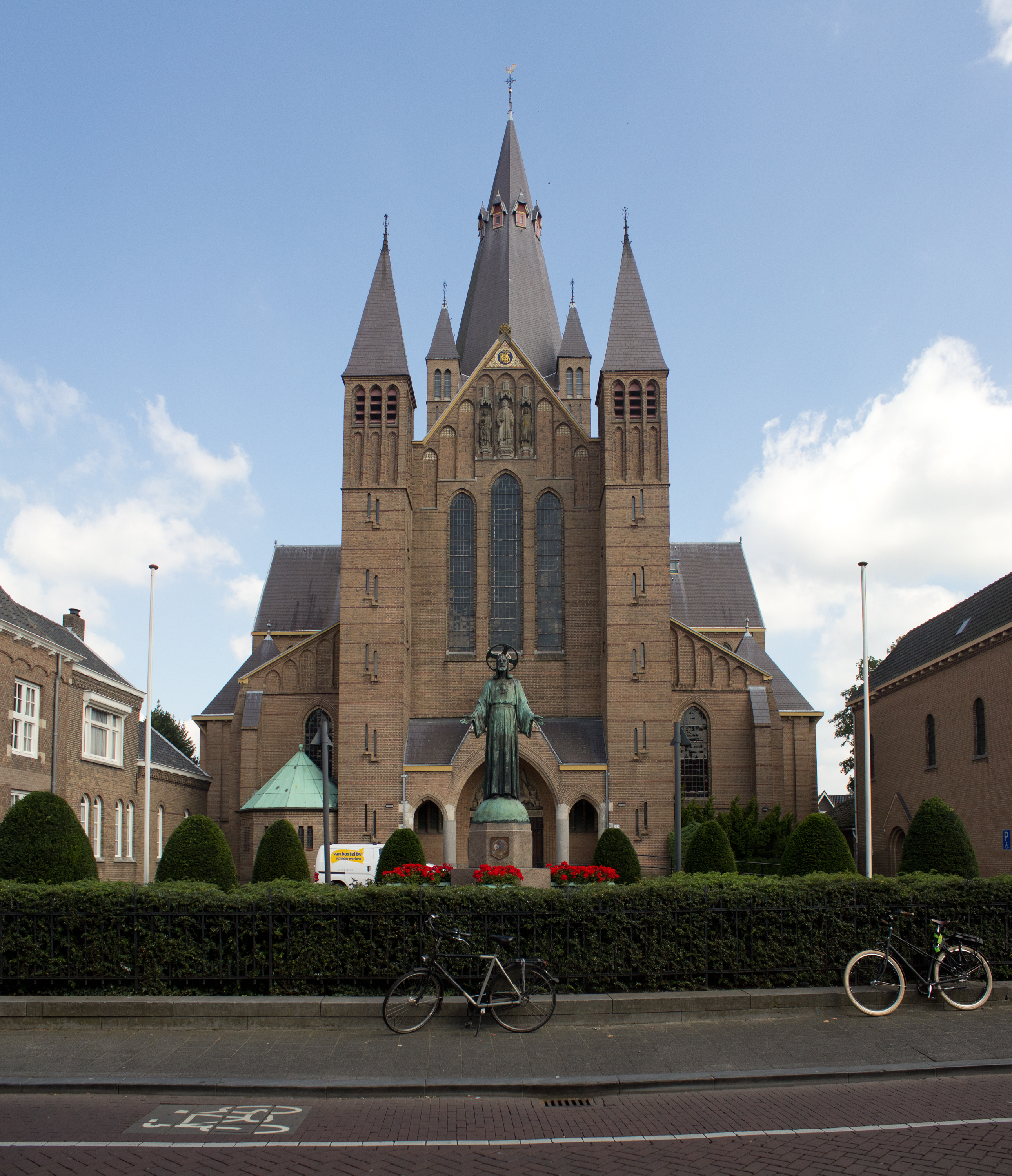
Sint-Laurentiuskerk
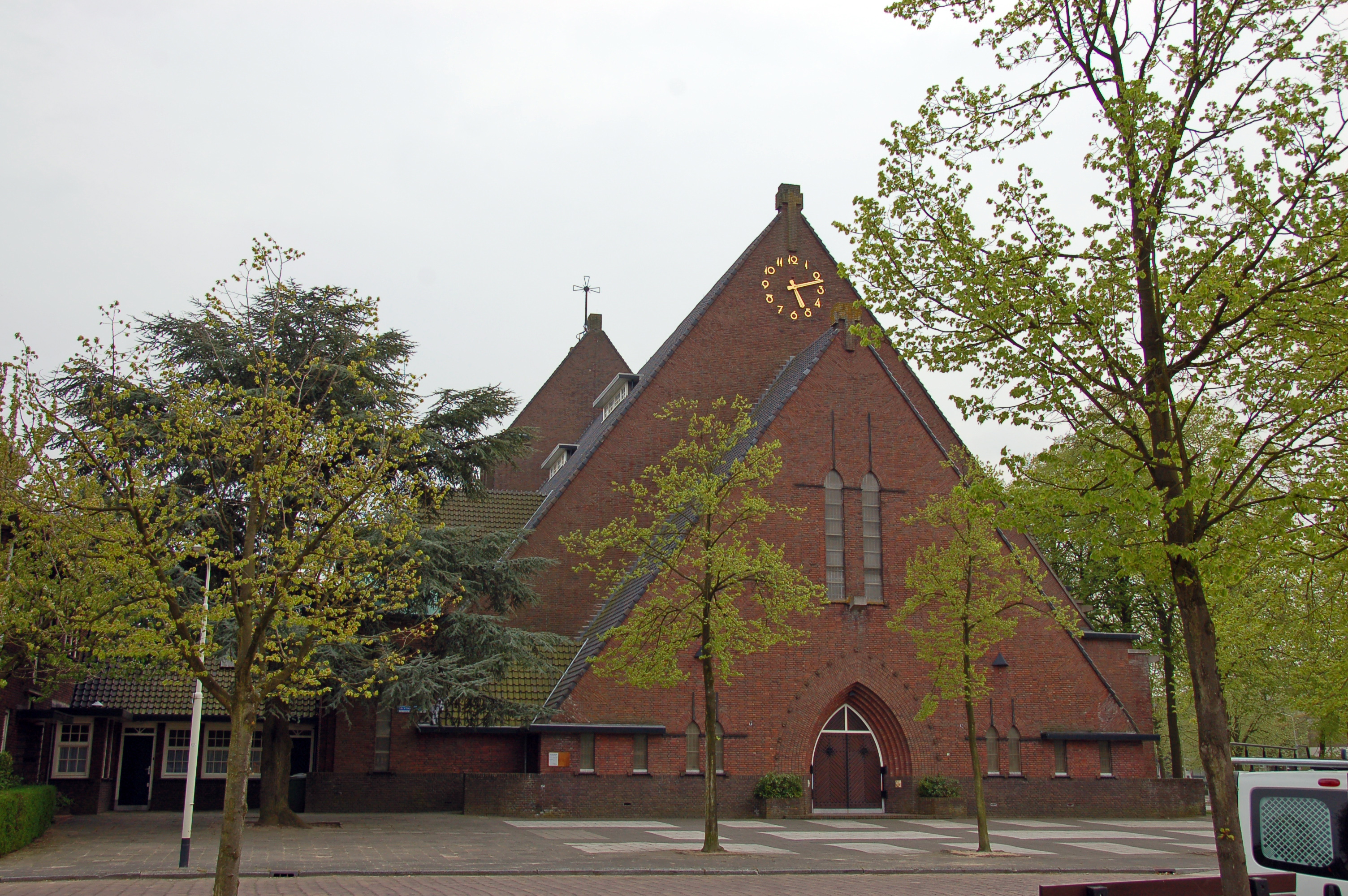
Kerk van Maria Middelares
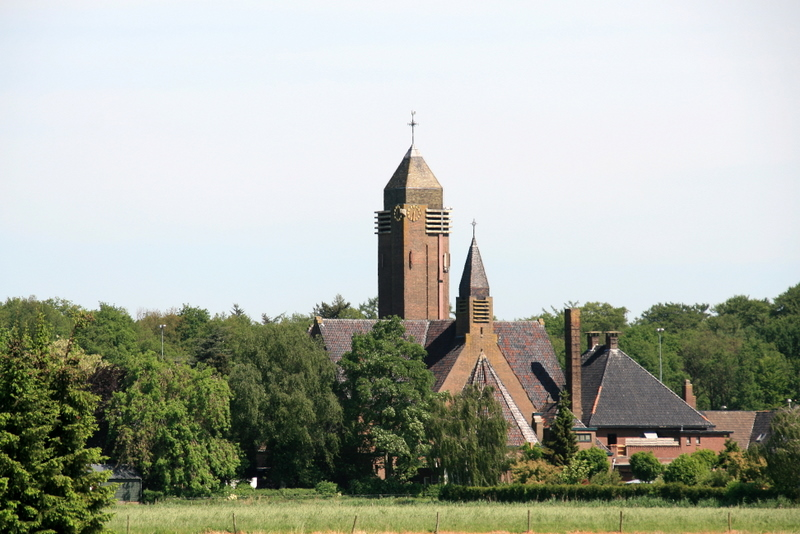
Pastoor van Arskerk
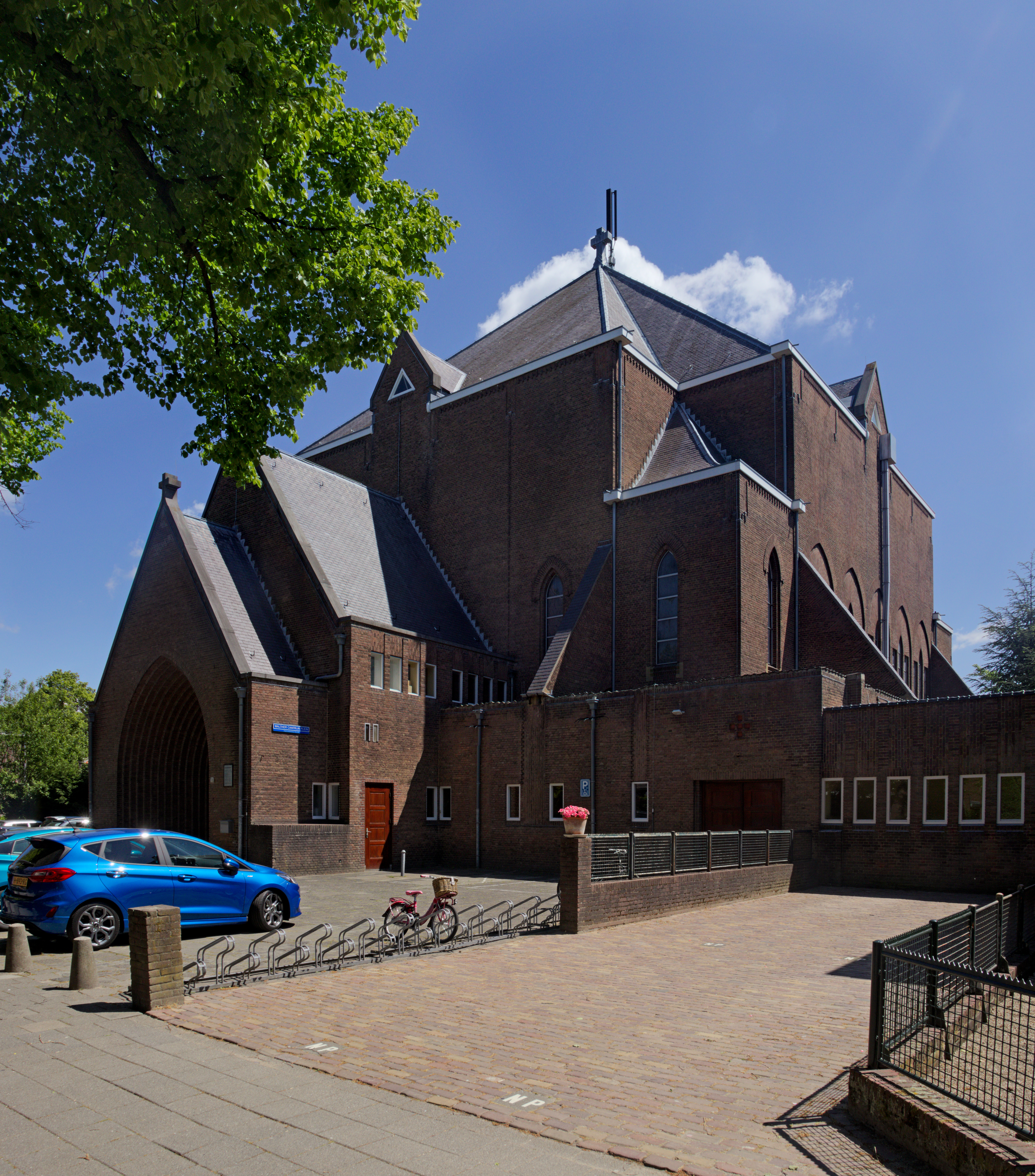
Sacramentskerk

### Historische kapellen
- De Sint-Joostkapel aan de Ginnekenstraat 23 is een gotische kapel uit eind 15e en begin 16e eeuw, sinds 1947 weer als zodanig in gebruik.
- De Sint-Annakapel aan de Heusdenhoutseweg 34 is een laat-16e-eeuws kapelletje, gerestaureerd in 1934.
- De Kapel van de Heilige Maagd aan Moerenpad 12 is een eenbeukige kapel met driezijdige sluiting uit het begin van de 16e eeuw. Het gebouw heeft een rieten dak, een houten tongewelf en een korfboog boven de ingang. De kapel behoorde bij Kasteel Gageldonk. Van 1955-1957 werd ze gerestaureerd.

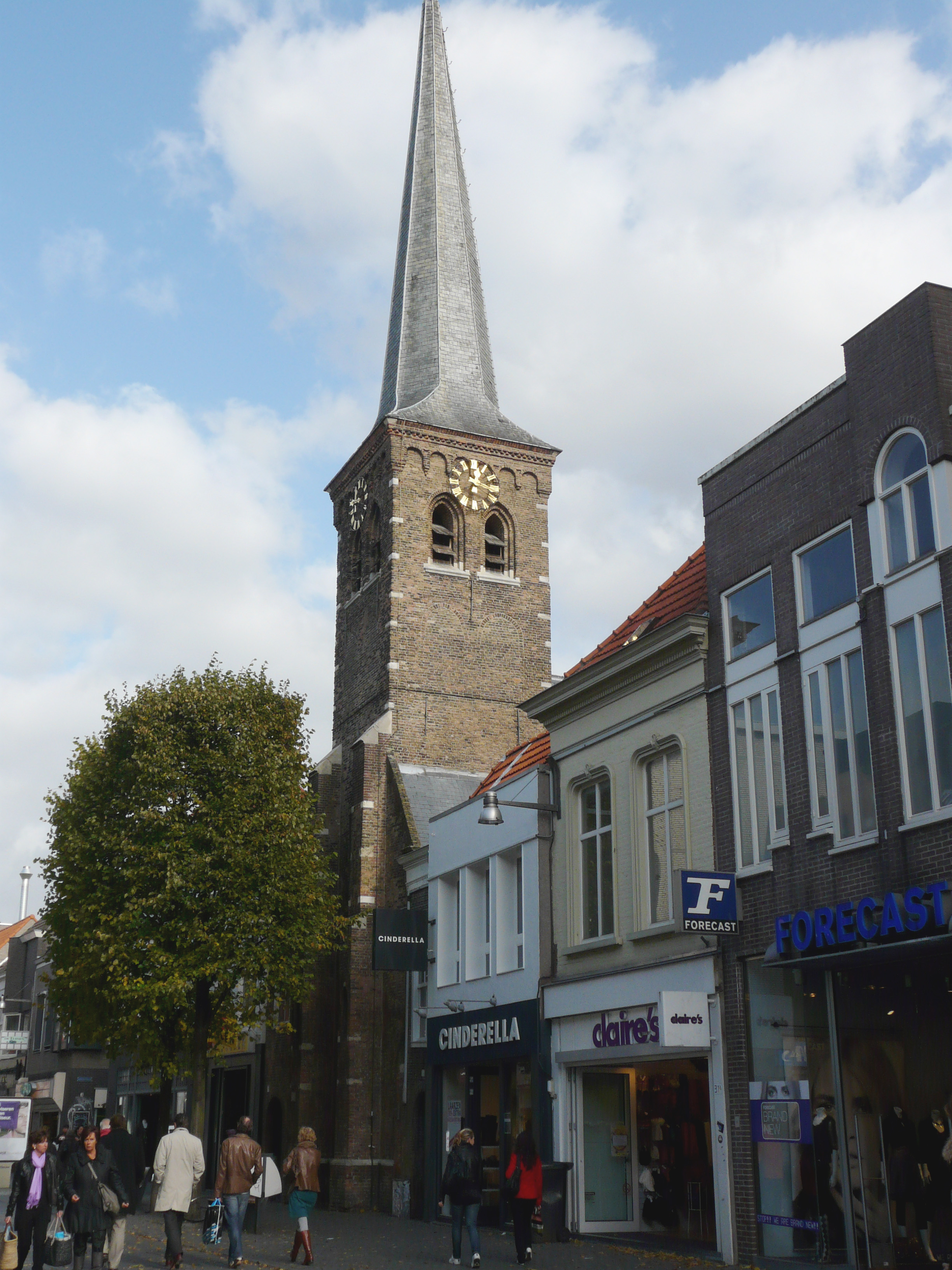
Sint-Joostkapel
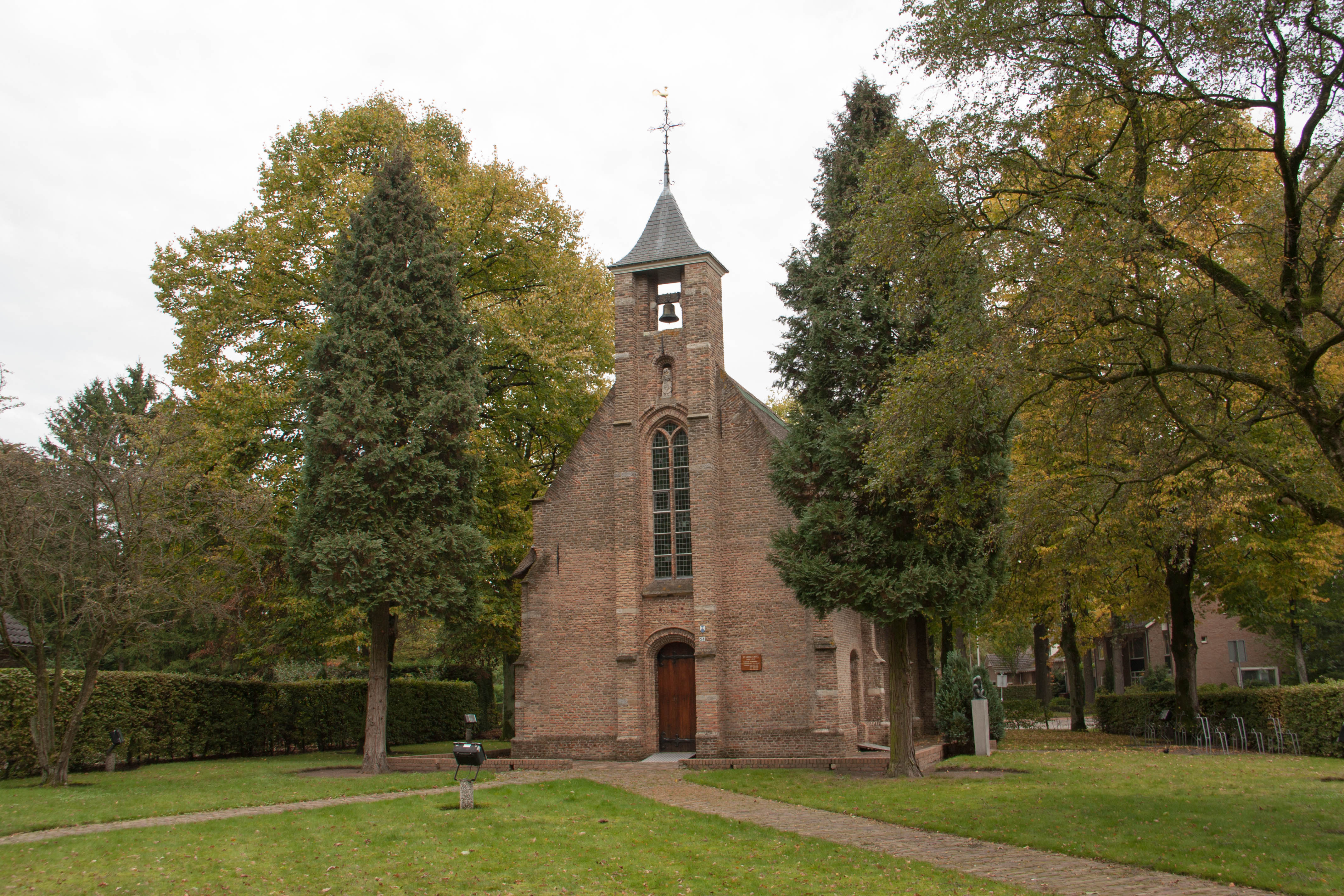
Sint-Annakapel
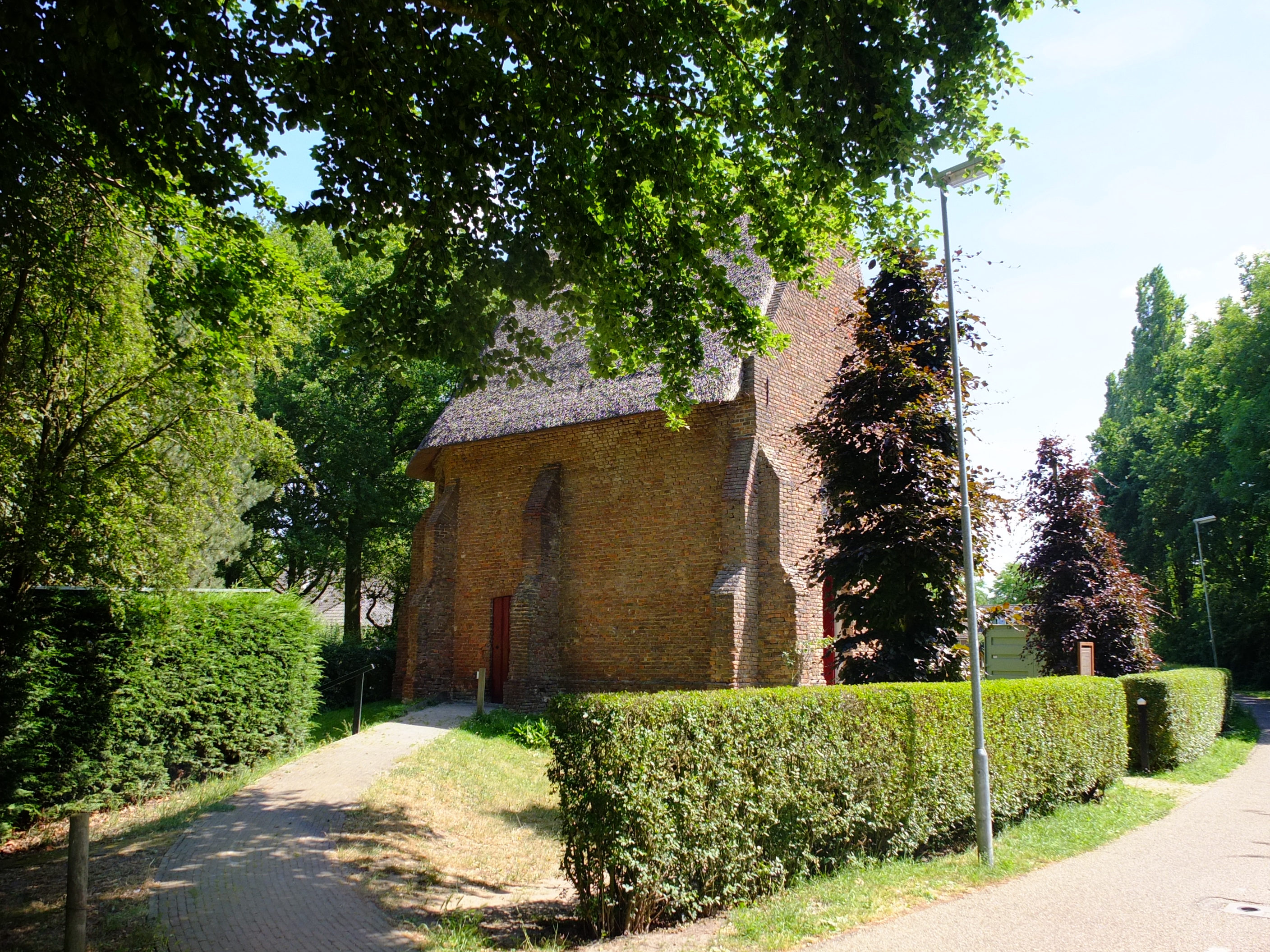
Kapel van Gageldonk

### Naoorlogse kerken
- De Onze-Lieve-Vrouw van Fatimakerk aan de Viveslaan 12 werd in 1949 gebouwd, in 1961 nog uitgebreid, maar in 1998 onttrokken aan de eredienst. Architecten waren A. Siebers en W. van Dael. Tegenwoordig is het gebouw, dat kenmerken van de basilicastijl vertoont, in gebruik als kantoor.
- De Onze-Lieve-Vrouw Rozenkranskerk aan de Pijnboomstraat 5, werd in 1950 gebouwd naar ontwerp van W.J. Bunnik in basilicastijl en was een exponent van de Delftse School. In 1992 werd de kerk onttrokken aan de eredienst en gesloopt.
- De Onze-Lieve-Vrouw van Altijddurende Bijstand aan het Monseigneur Nolensplein, is een kerk in de stijl van de Delftse School uit 1954, in 2007 geklasseerd als rijksmonument (Plasterklijst top 100 monumenten 1940-1958).
- De Heilige Petrus- en Pauluskerk, aan de Graaf Hendrik III Laan 4, werd ingewijd in 1957, onttrokken aan de eredienst in 2002 en gesloopt in 2003. Het was een koepelkerk met neobyzantijnse invloeden. Op de plaats van de kerk kwam een appartementencomplex met daarin een kerkzaal, ingewijd in 2005, waarin veel meubilair uit de voormalige kerk is opgenomen, alsmede drie wanddoeken door Michael Jepkes.
- De Kathedrale Michaëlkerk aan de Monseigneur Leijtenstraat 15, in het Brabantpark, werd ingewijd in 1959. Architect was J.H.M. Kirch. De bouwstijl was die van de Bossche School met modernistische kenmerken. Merkwaardig is de hoge, vrijstaande ronde klokkentoren. Van 1968-2001 was deze kerk de bisschopskerk. In dat jaar werd de Sint-Antoniuskerk tot kathedraal verheven. In 2007 werd de Michaëlkerk aan de eredienst onttrokken en op de toren na gesloopt.
- De Goede Herderkerk aan de Baliendijk 70, uit 1960, werd in 1983 onttrokken aan de eredienst, fungeerde nog als sporthal, maar werd in 2003 gesloopt.
- De Heilig Kruiskerk aan de Bernard de Wildestraat 402, uit 1965, door B. Oomen, in modernistische stijl, werd gesloopt in 2000.
- De Johannes de Doperkerk aan de Groot Ypelaardreef 69, werd ontworpen door Joost J. Margry, ingewijd in 1966, onttrokken aan de eredienst in 2000 en gesloopt in 2005.
- De Sint-Franciscuskerk aan het Belgiëplein 6, uit 1967, door S. Steeneken.
- De Bethlehemkerk aan het Gageldonksepad 9 werd gebouwd in 1980 in de stijl van de Bossche School als katholieke kerk. Later werd ze mede door de PKN gebruikt. Onttrokken aan de eredienst in 2013 en omgebouwd tot twee woningen.[1]
- De Anna-Rozenkranskerk aan de Meidoornstraat 111 is in 1994 ingewijd en gebouwd door P.Boersma. De kerk verving de Sint-Annakerk en de Rozenkranskerk die beide aan de eredienst werden onttrokken.

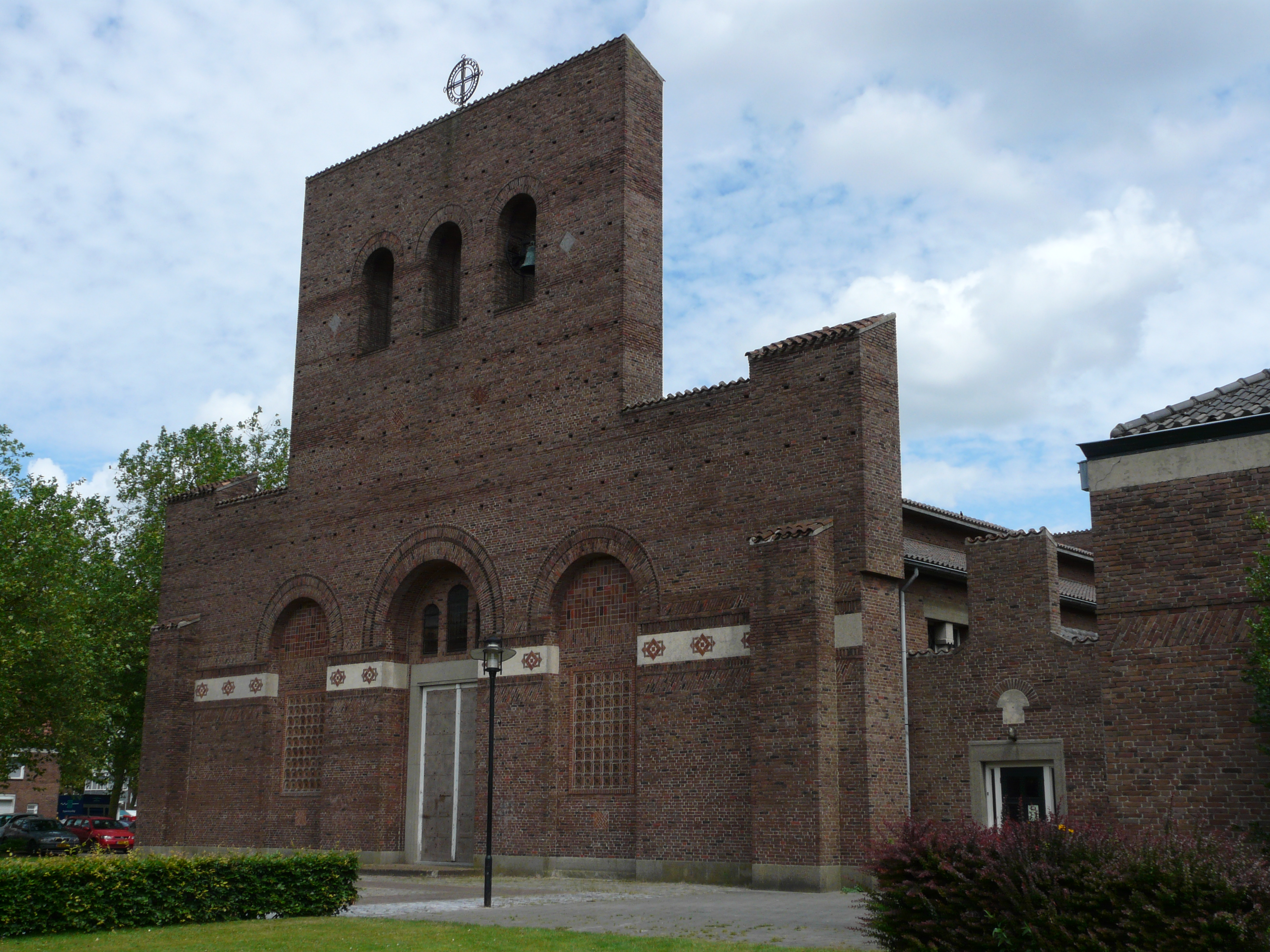
Onze-Lieve-Vrouw van Altijddurende Bijstandkerk
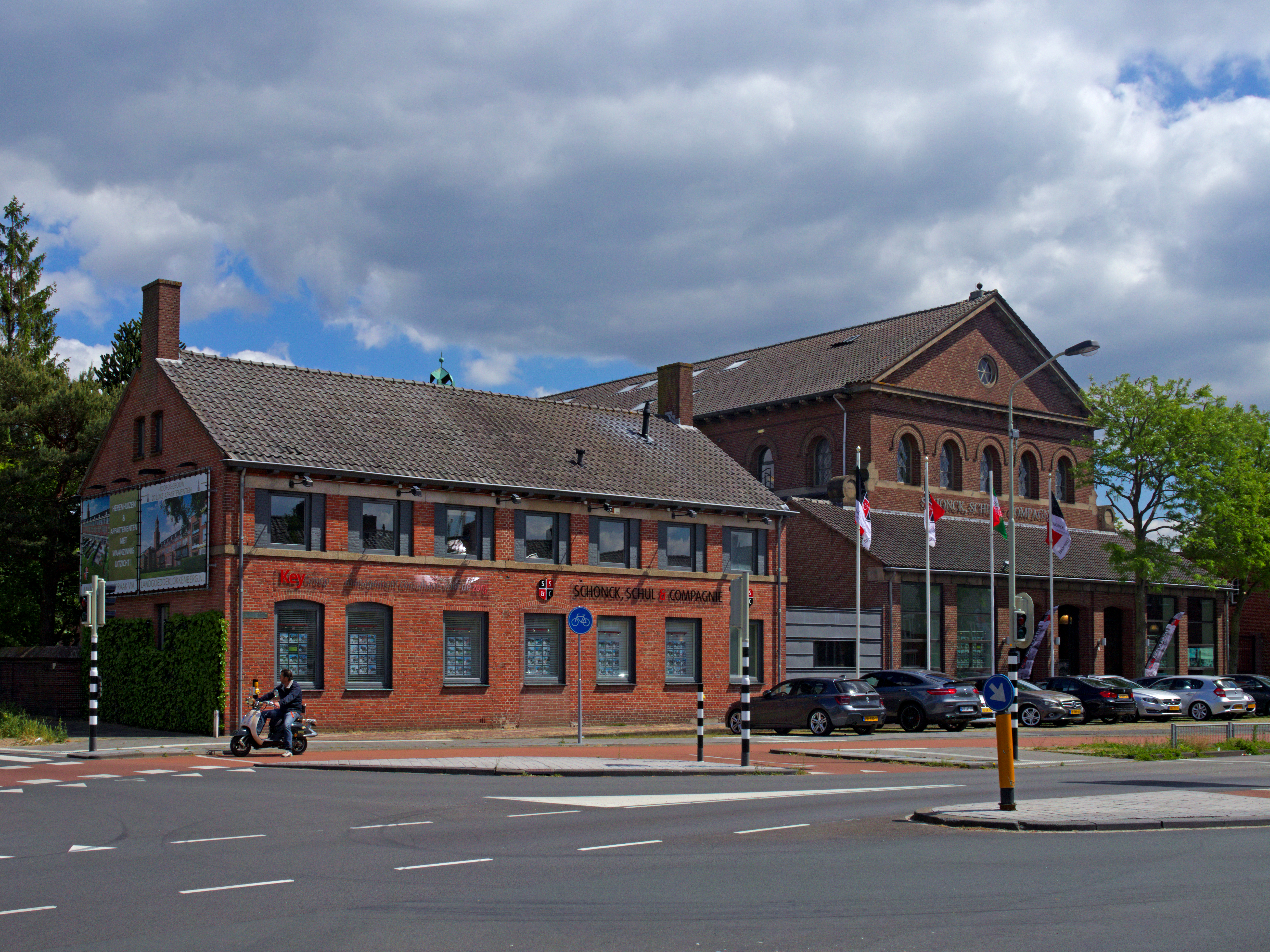
Onze-Lieve-Vrouw van Fatimakerk
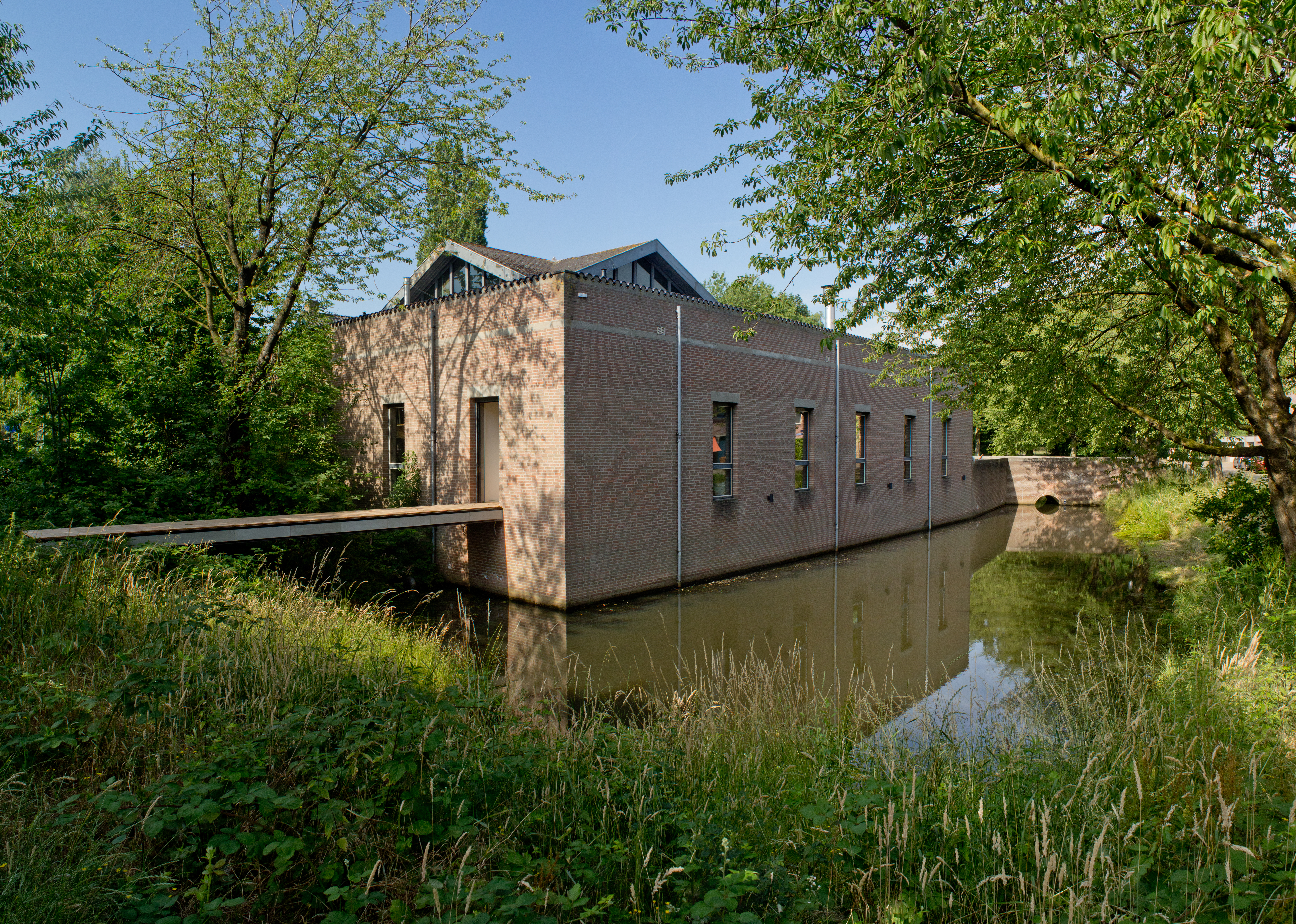
Bethlehemkerk
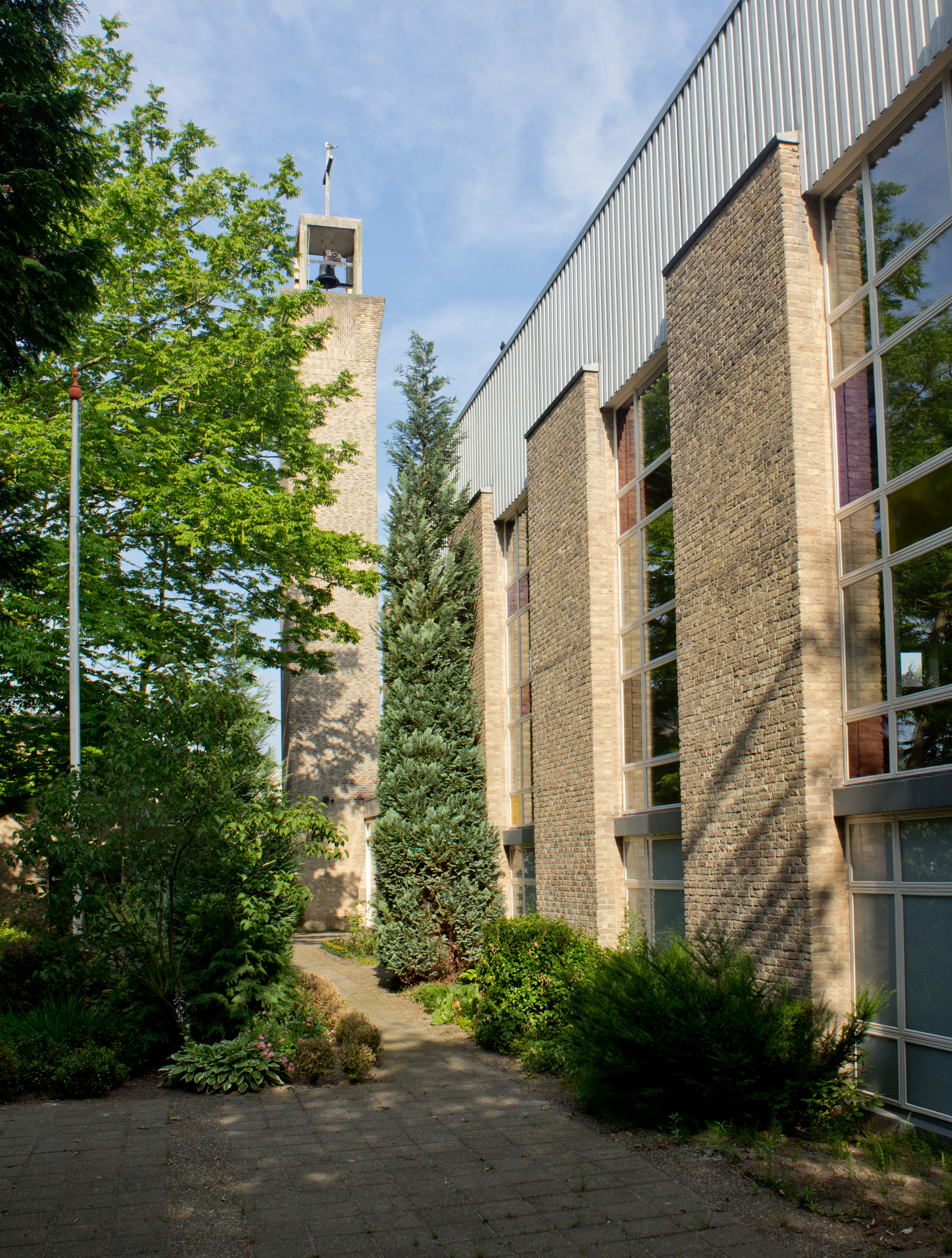
Sint-Franciscuskerk

## Kloosters
In de Middeleeuwen telde Breda drie kloosters, alle vrouwenkloosters. Zij zijn verdwenen ten gevolge van de Reformatie.
- Het Norbertinessenklooster Sint-Catharinadal werd in 1271 gesticht te Vroenhout. De zusters vestigden zich in 1295 te Breda aan het huidige Kloosterplein 20 en verhuisden in 1647 naar Oosterhout. In 1814 werd de kloosterkerk uit 1504 omgebouwd tot kazerne, die bekendstond als de Kloosterkazerne.
- Het Begijnhof, met de Wendelinuskapel, gebouwd in 1440, bedoeld als kloosterkerk, maar nimmer als zodanig in gebruik genomen, nog wel in gebruik geweest bij de Begijnen en sinds 1590 diende de kerk, met enkele onderbrekingen, als Waalse kerk. In het Begijnhof bevindt zich ook de Begijnenkerk, ingewijd in 1838.
- Augustinessenklooster van Vredenburg in Boeimeer
- Zwarte Zusters Augustinessen, hoek Molenstraat/Oude Vest, opgeheven in 1602
- Grauwe Zusters aan de Katerstaat (nu: Catharinastraat)

Tijdens de Tachtigjarige Oorlog, met name tijdens de Spaanse bezetting  (1625-1636) bestonden er in Breda drie mannenkloosters. De monniken waren naar de stad gevlucht voor het oorlogsgeweld:
- Kapucijnenklooster, Catharinastraat (1625-1637). In 1637 werden ze verdreven door Frederik Hendrik. Omstreeks 1687 vestigden zij zich te Meersel-Dreef, waar zij nog steeds verblijven.
- Het Jezuietenklooster, Sint-Janstraat 18 in Huis Ocrum heeft bestaan van 1625-1637 Van 1577-1610 werd hetzelfde huis bewoond door Augustinessen.
- Minderbroedersklooster, Nieuwstraat

Vanaf de 19e eeuw bestonden de volgende kloosters:
- Kapucijnenklooster, aan de Schorsmolenstraat 13. Dit klooster werd gesticht in 1887 vanuit Meersel-Dreef en de kapucijnen beoefenden hier de ziekenzorg en later het pastoraat onder de woonwagenbewoners. Het klooster met de bijbehorende Sint-Fideliskerk is een neogotisch bouwwerk uit 1889, ontworpen door Adriaan van den Wijngaard ofwel pater Justinus. Het klooster is rond een binnenhof opgetrokken en is voorzien van een ommuurde tuin. De kerk bevat neobarok meubilair.
- Klooster der Zusters Penitenten Recolectinen van de Onbevlekte Ontvangenis aan de Nieuwstraat 21-29 werd gesticht vanuit Roosendaal. De zusters kochten een pand in 1899, lieten het slopen en bouwden een klooster. Ook de drie naastgelegen patriciërshuizen behoorden bij het klooster. De kapel werd ingewijd in 1903. De zusters gaven onderwijs. In 1992 vertrokken de zusters en het geheel werd verbouwd tot studentenwoningen en jeugdopvang. Hierdoor ontstond veel schade. In 2010 begon de restauratie.
- Kweekschool, klooster en internaat Sint-Franciscus aan het Dr. Jan Ingen Houszplein 2 werd gebouwd in 1921. Architect was Jacques van Groenendael. De neoromaanse kapel werd in 1923 ingewijd en enkele zijvleugels zijn van later jaren. In 1965 werd het internaat gesloten en het gebouw maakt nu deel uit van Hogeschool West-Brabant. Het geheel bevindt zich op de plaats waar vroeger de vesting lag.
- Klooster van de Franciscanessen van Etten aan de Ginnekenweg 335 te Ginneken heeft bestaan van 1871 tot 1968, eerst als Pius-Gesticht en na 1958 als Sint Frans. Het Piusgesticht omvatte een zusterhuis en scholen. Sint Frans was een opvanghuis voor gerepatrieerde mensen uit Indonesië.
- Klooster van de Zusters Benedictinessen van het Heilig Sacrament aan de Generaal Maczekstraat 82 kwam voort vanuit de zusters die tijdens de secularisering uit Frankrijk verdreven werden. Ze kregen in 1904 de beschikking over het Huize Liesbosch aan de Liesboslaan 315 maar werden in 1910 teruggeroepen. In 1927 vestigden zij zich aan de Generaal Maczekstraat.
- De Priesters van het Heilig Hart kochten het Huize Liesbosch in 1920 en in 1921 werd het uitgebreid tot grootseminarie. Dit seminarie werd nog herhaaldelijk uitgebreid. Na 1962 begon de neergang en in 1970 vertrokken de laatste paters. In 1971 werd het gebouw verkocht aan de Congregatie van de Kleine Zusters van de Heilige Joseph. In 2010 woonden er nog 25 zusters. Voorts is het een verzorgings- en verpleeghuis. Men begon in dit jaar ook met het renoveren van het complex, onder meer ten behoeve van zorgappartementen.
- De congregatie der Franciscanessen Penitenten-Recollectinen Alles voor Allen werd gesticht te Breda in 1826. De zusters huisden aan de Haagdijk. Ze hebben vele stichtingen verricht en waren van 1855-1987 ook actief op Curaçao, terwijl ze later ook missiewerk in Afrika verrichtten. In 1923 werd het Sint-Ignatiusziekenhuis aan Wilhelminasingel 33 gebouwd dat door deze zusters werd geleid. Architecten waren W. Oomen en J. Oomen. Het heeft kenmerken van de expressionistische stijl.
- Aan de Monseigneur Hopmanstraat 2 hebben de Franciscanessen van Alles voor Allen eveneens een kloostercomplex, Mater Dei genaamd, dat in 1953 in gebruik werd genomen en door de architect Oomen werd ontworpen in de trant van de Delftse School.
- Aan de Bredalaan 5 werd in 1993 een verpleeghuis in gebruik genomen voor de zusters van "Alles voor Allen", De Leystroom geheten. Vanaf 2001 werd het ook opengesteld voor niet-religieuzen.
- De Franciscanessen van de Heilige Elisabeth stichtten in 1883 een klooster aan de Meerten Verhoffstraat. Architect was P.J. Soffers. In 1962 werd het gebouw afgebroken en vervangen door nieuwbouw. In 1966 werd de nieuwe kapel ingewijd, een werk van B. Oomen. Ook de Sint-Josephparochie vond er onderdak nadat hun kerk in 1976 gesloopt werd. In 2003 werd de kapel onttrokken aan de eredienst. De zusters vertrokken naar de Monseigneur Hopmanstraat en het complex werd gesloopt in 2005.

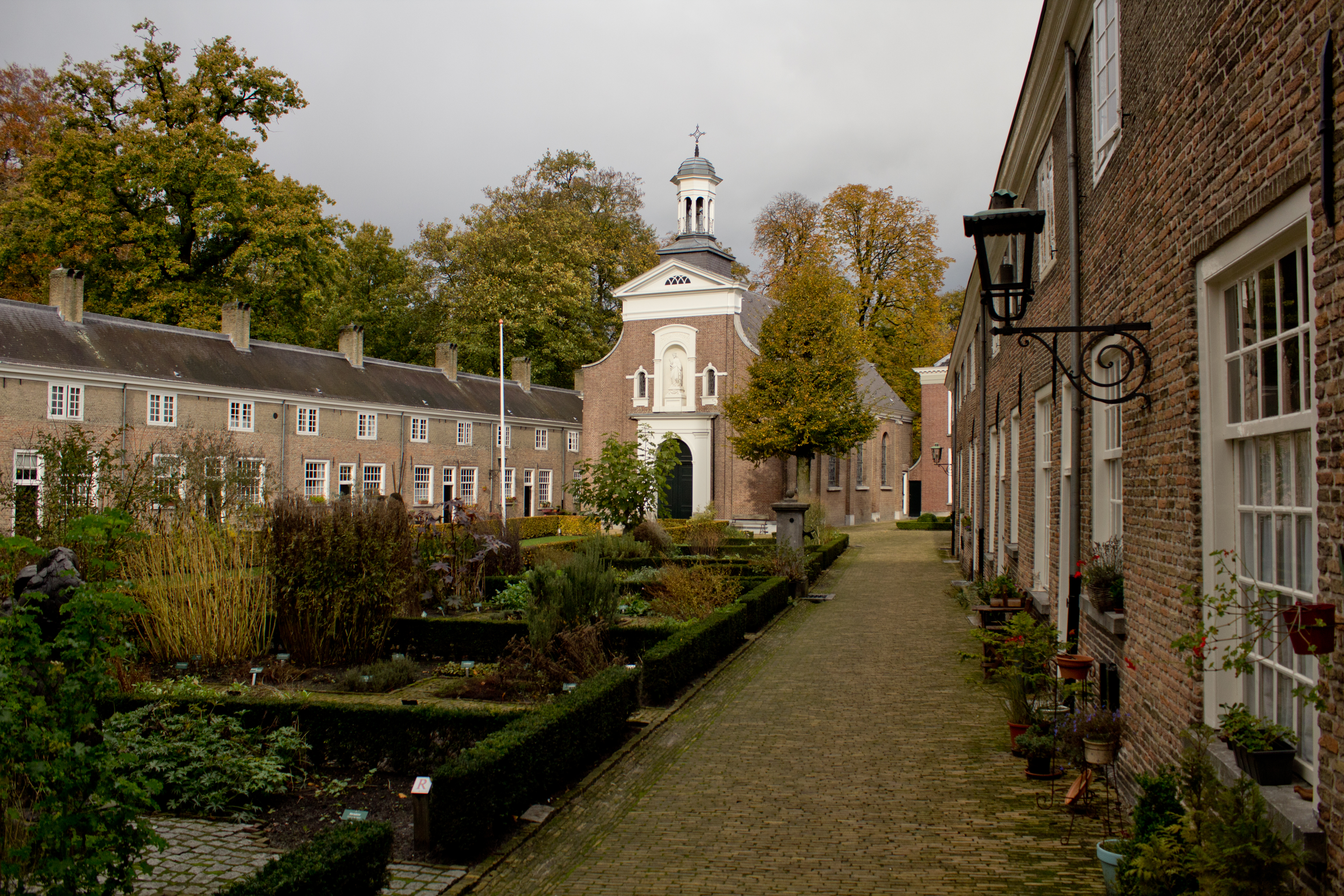
Begijnhof
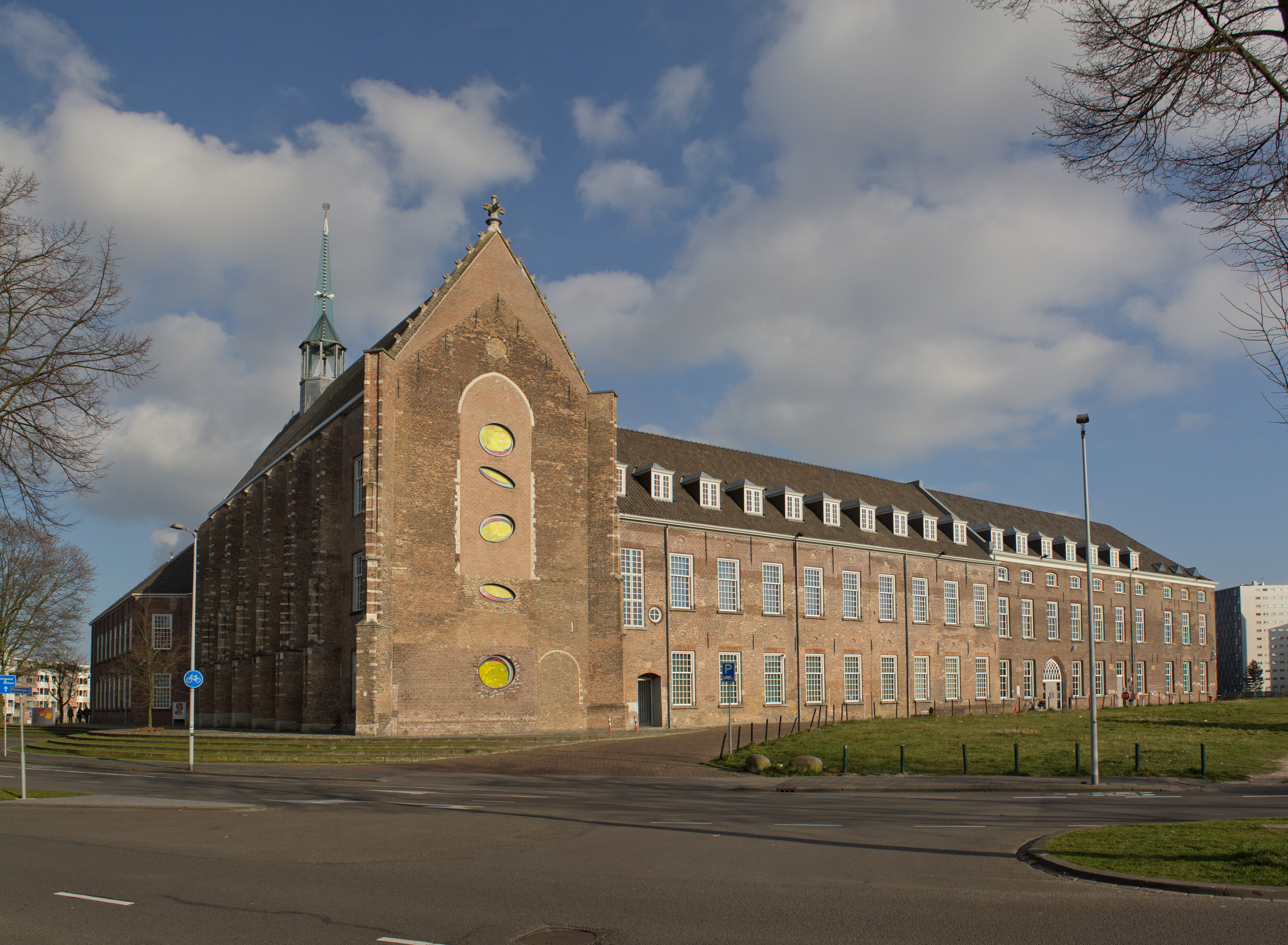
Norbertinessenconvent Sint-Catharinadal

## Protestantse kerken

### Historische kerkgebouwen
- Vanouds de hoofdkerk van Breda is de Grote of Onze-Lieve-Vrouwekerk, die oorspronkelijk katholiek was en in 1637 definitief protestants werd. Tegenwoordig wordt ze ook voor oecumenische en cultureel-maatschappelijke doeleinden gebruikt.
- Een  oude en bezienswaardige kerk is de protestantse Waalse kerk (Église Wallonne) aan de ingang van het Begijnhof, in de Catharinastraat. Oorspronkelijk was dit de Wendelinuskapel.
- Bijzonder is ook de Lutherse kerk, de Evangelisch-Lutherse schuilkerk met een ingang op de Veemarkt. De Lutherse gemeente in Breda werd gesticht in 1566 en bestond voornamelijk uit mensen van Duitse afkomst. Zij gebruikten een schuilkerk maar in 1777 werd het herenhuis Repos Ailleurs gekocht. Dit pand werd verbouwd en ingewijd in 1786 en is de enige nog in gebruik zijnde schuilkerk in Breda. In 1838 vond een verbouwing plaats en in 1966-1967 werd de kerk gerestaureerd.
- De Hervormde kerk te Ginneken bevindt zich aan de Duivelsbrugstraat 1 en was oorspronkelijk een laatgotische kerk uit ongeveer 1450.
- De Hervormde Johanneskerk aan Dreef 7 in Princenhage stamt uit 1819 en werd gebouwd in neoclassicistische stijl naar een ontwerp van Nicolaas Plomp. De voorgevel heeft Ionische halfzuilen, een kroonlijst en fronton. De 18e-eeuwse kansel heeft een rijk gesneden voet en trap in Lodewijk XIV-stijl, het overig meubilair is in Lodewijk XVI-stijl. Op het dak is een achtkantige koepellantaarn. Twee gedenkstenen herinneren aan de stichting van het gebouw door koning Willem I.
- De Eben Haezerkerk aan de Karnemelkstraat 4 was een gereformeerde kerk die gebouwd werd in 1896 maar inmiddels gesloopt is.
- De Zandbergkerk aan de Zandberglaan 31 was een gereformeerde kerk uit 1934, ontworpen door B.W. Plooy. Sinds 1983 in gebruik als Christus Triumfatorkerk door de Pinkstergemeente.

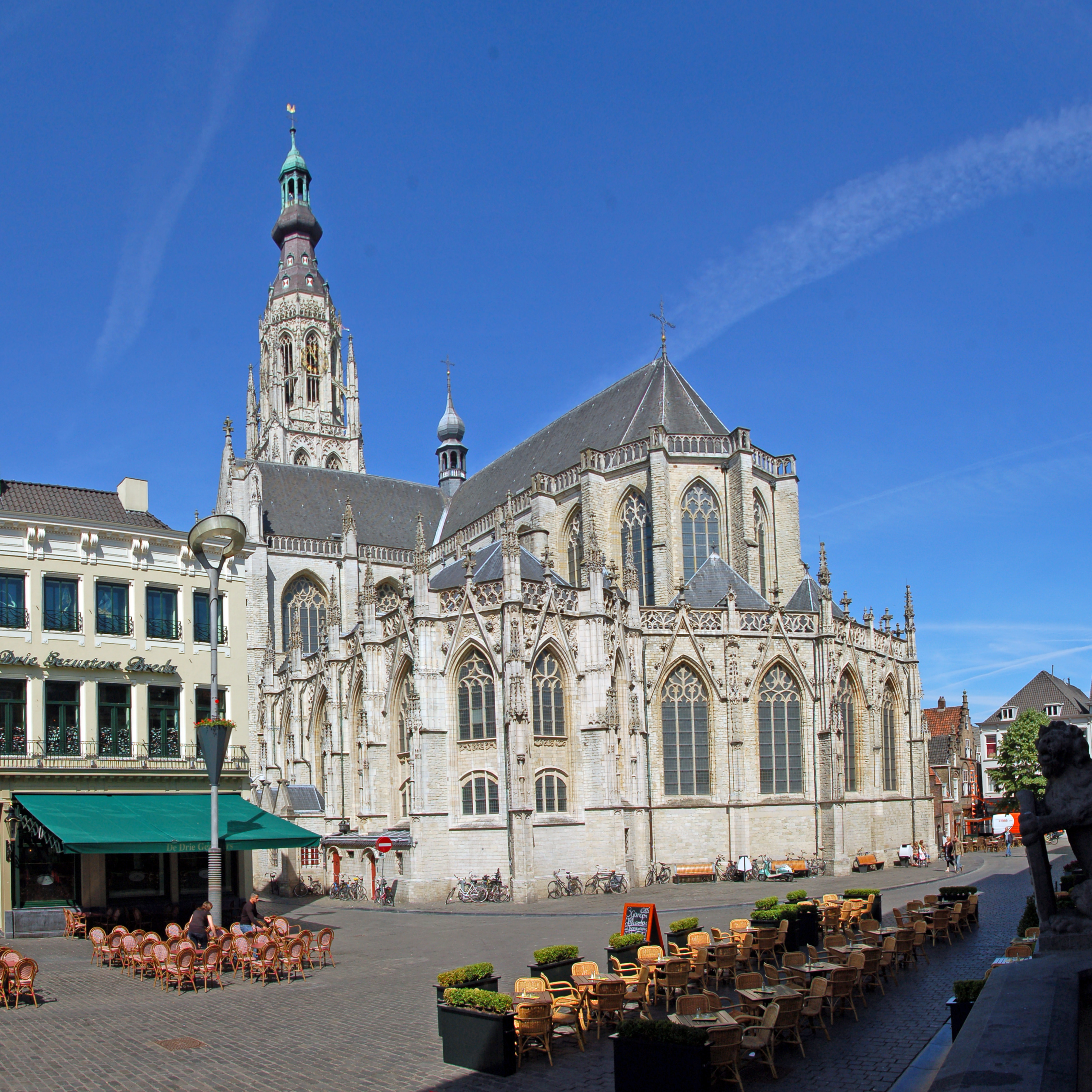
Grote of Onze-Lieve-Vrouwekerk
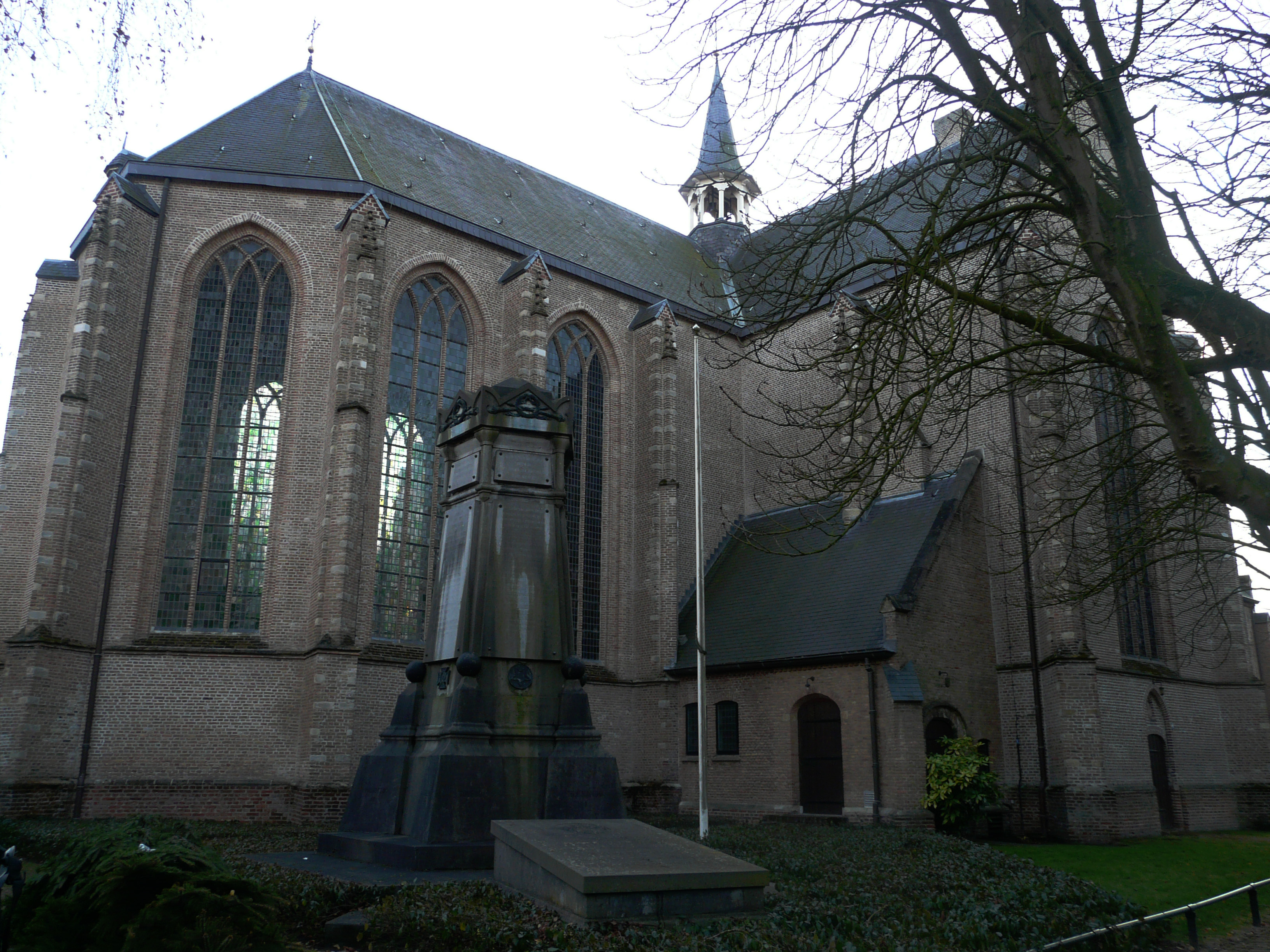
Hervormde kerk Ginneken
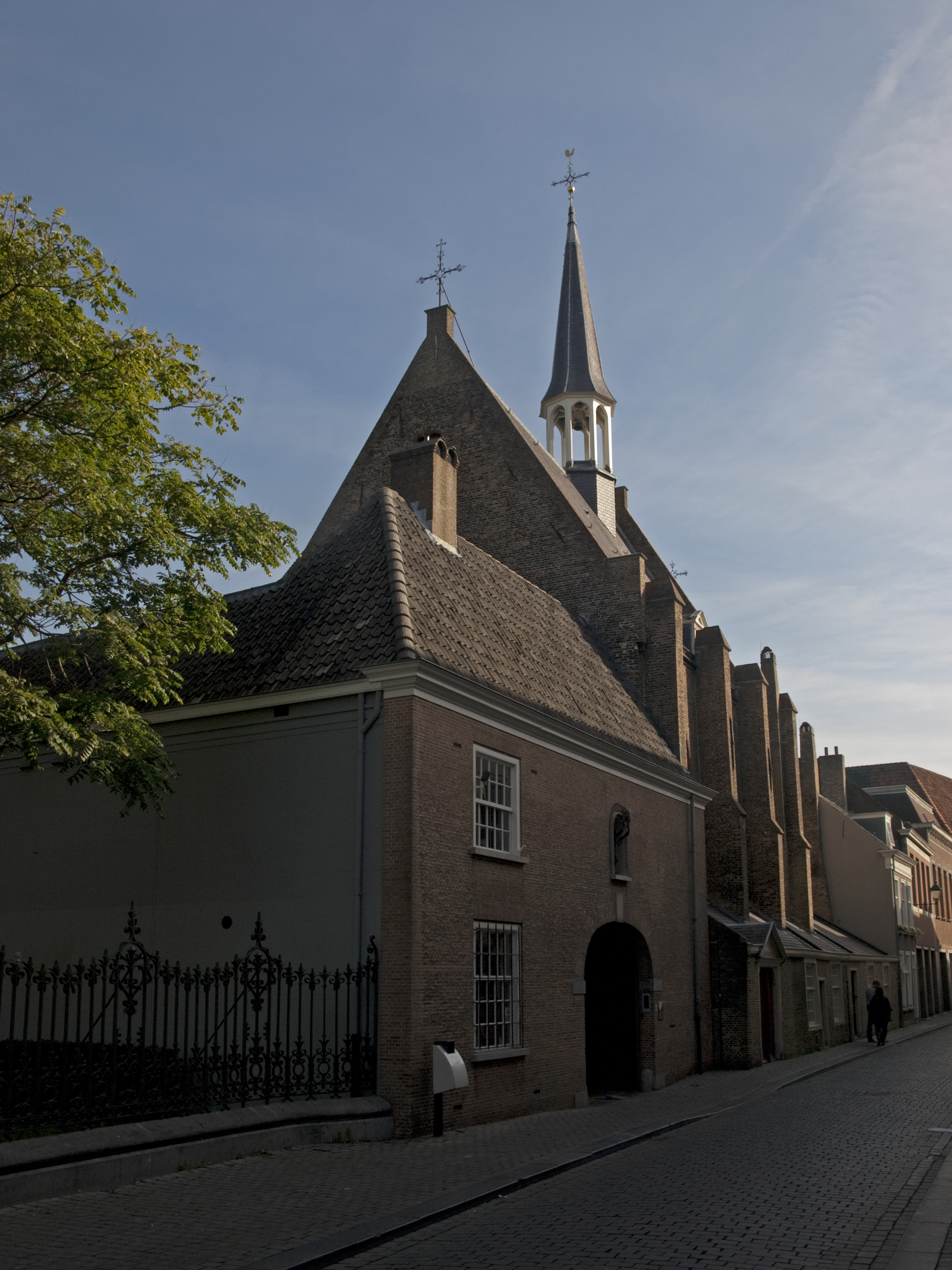
Waalse Kerk
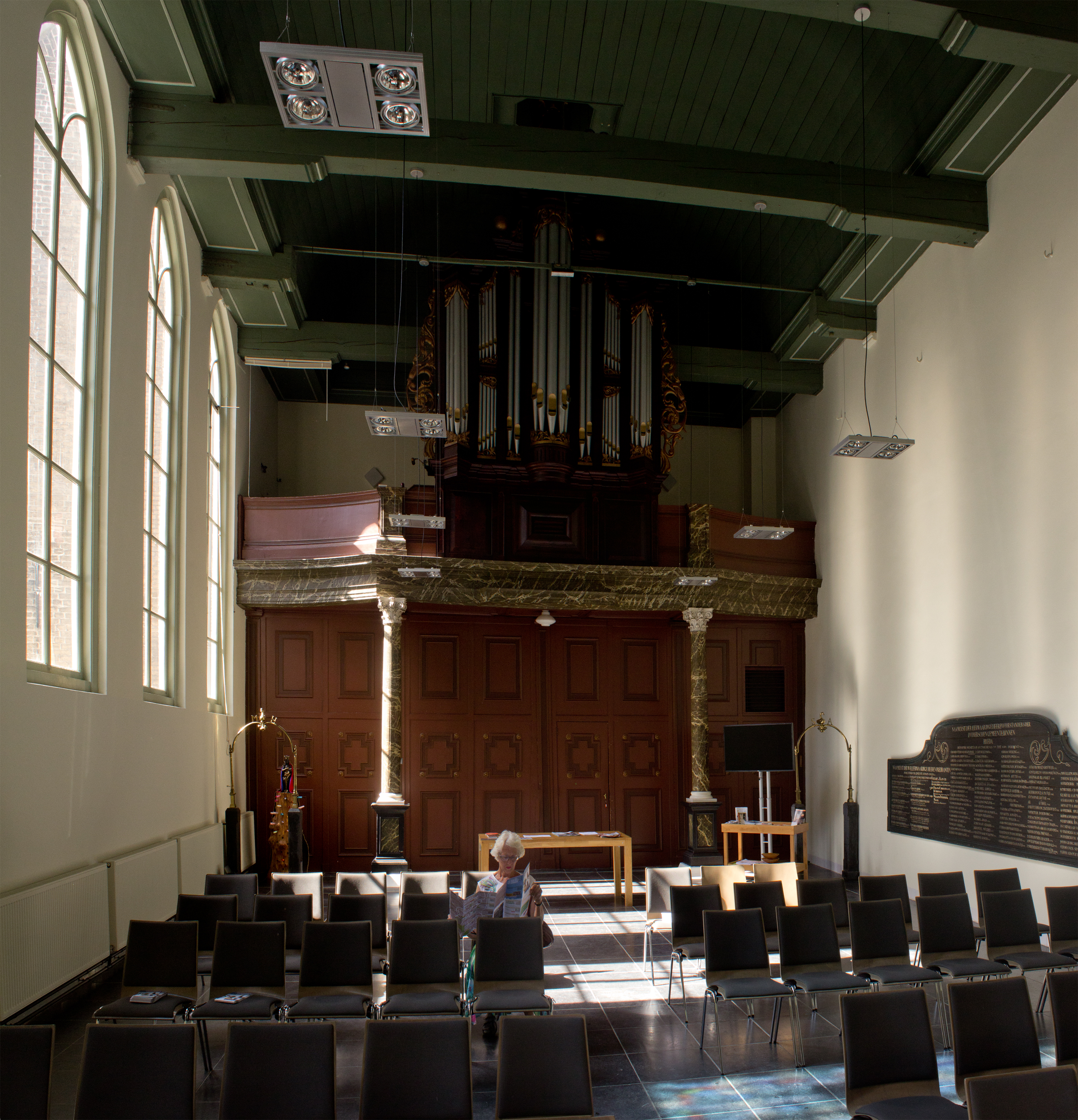
Lutherse kerk
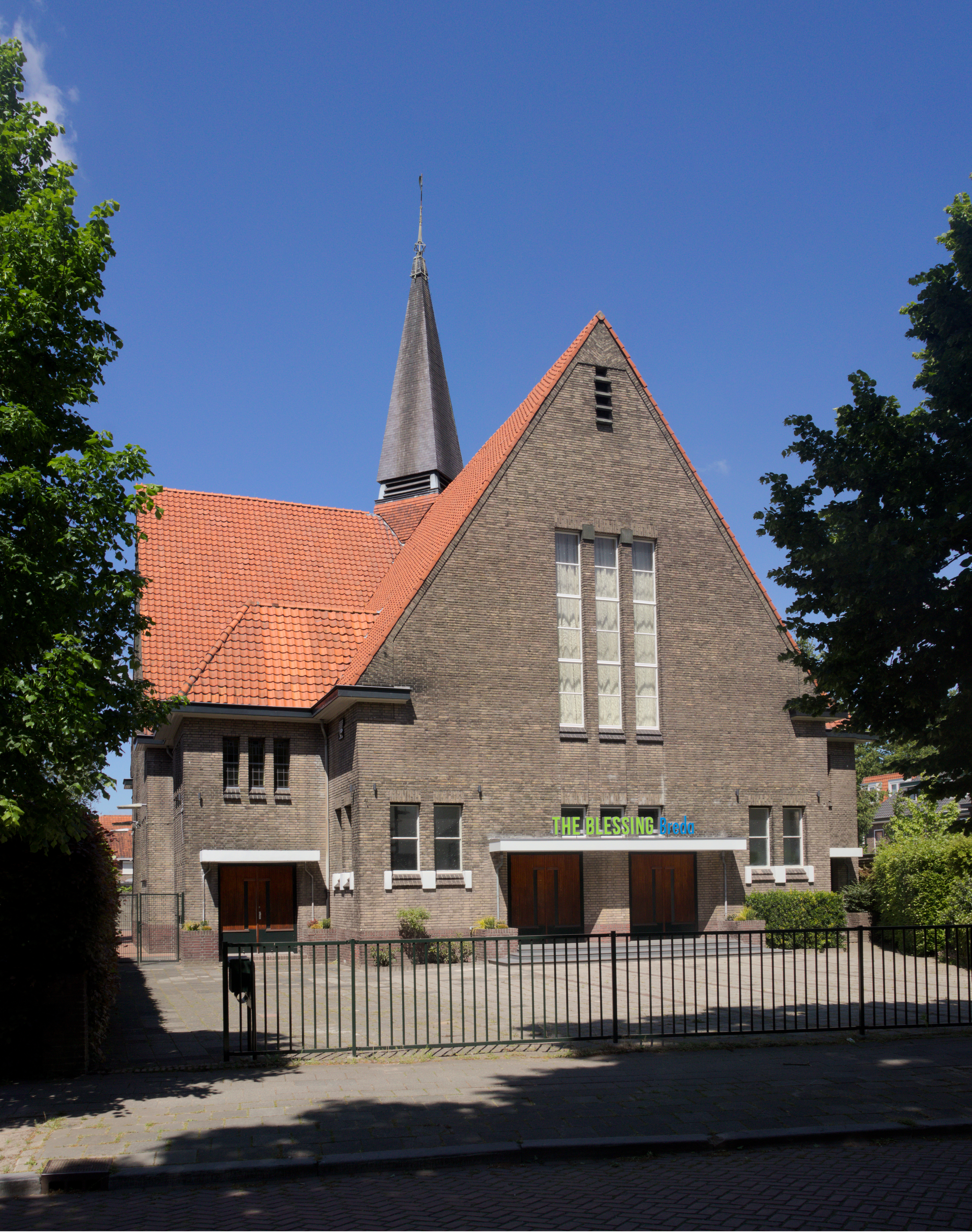
Zandbergkerk

### Naoorlogse kerken
- De Markuskerk aan Hooghout 96 werd gebouwd in 1965. Architect was E.F. Groosman. Het Verschueren-orgel uit 1963 werd in 2005 in deze kerk geplaatst.
- De Pelgrimskerk aan de Langendijk 50 werd gebouwd in 1966 als zaalkerk in modernistische stijl. Architect was Dick Egberts. In 1984 waaide de toren om en deze werd vervangen door een klokkenstoel. In 2005 werd de kerk onttrokken aan de eredienst en heeft nu een commerciële bestemming.
- De Menswordingskerk aan de Steendorpstraat is in 1983 in gebruik genomen. Het is gebouwd als Katholieke kerk, naar een ontwerp van de Bouwinspectie van het Bisdom Breda. Het is een zeer simpel gebouw. De verhoudingen verraden een invloed van de Bossche School. Sinds 2001 is het kerkje in gebruik bij de Christelijke Gereformeerde Gemeente als de Mattheuskerk.
- De Eben Haezerkerk aan de Vriesdongen 1, uit 1970 is een kerk van de Gereformeerde Gemeenten. De gemeente stamt uit 1959 en was een afsplitsing van de Christelijke Gereformeerde Kerk.
- De Lucaskerk uit 1994 is een door H.J. Groeneweg ontworpen gebouw aan de Tweeschaar 125. De PKN-kerk is in modernistische baksteenbouw uitgevoerd. Merkwaardig zijn de halfronde uitstulpingen. Het orgel stamt uit 1968 en werd gebouwd door Van Vulpen. In 1998 werd het in de Lucaskerk geplaatst.

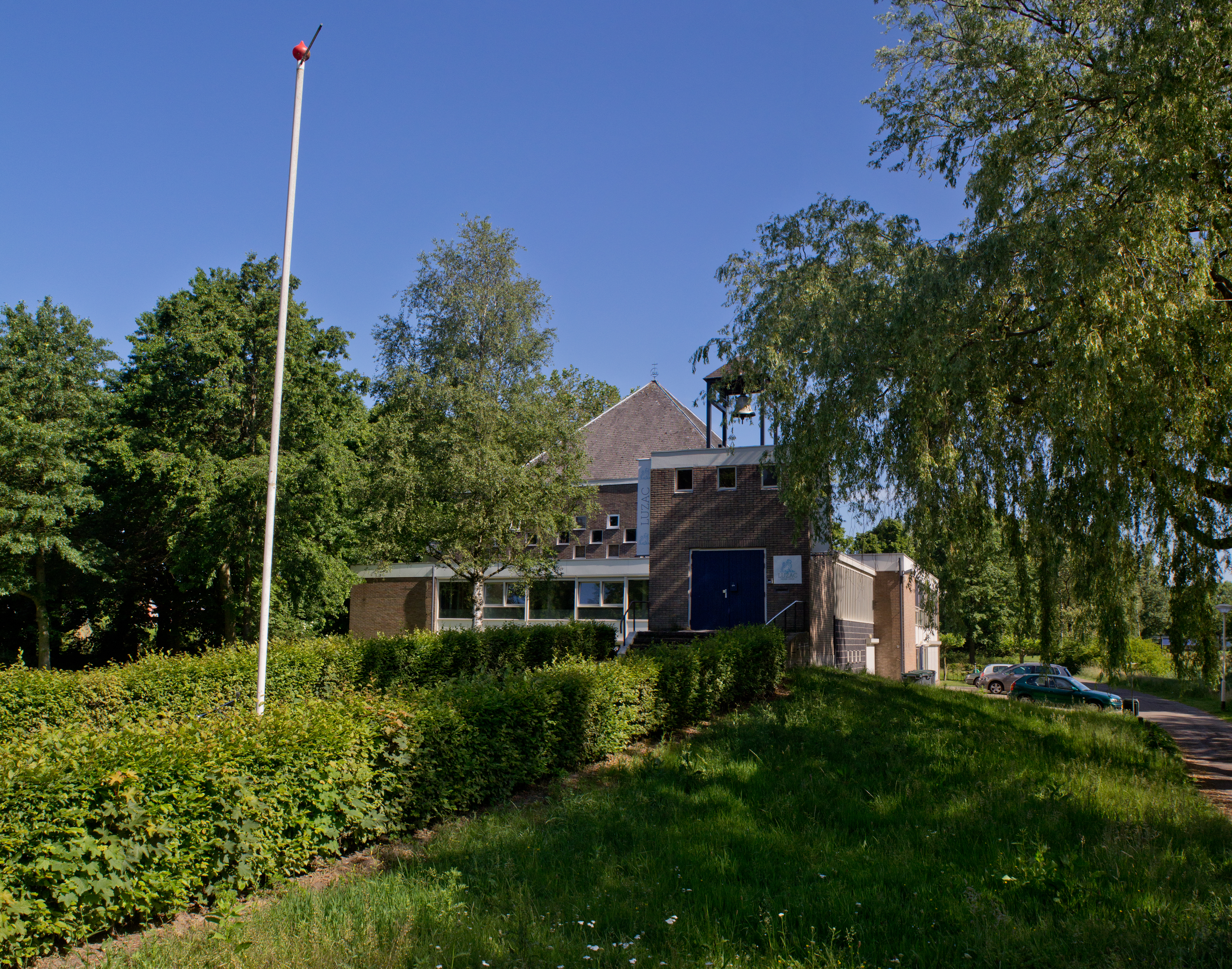
Pelgrimskerk
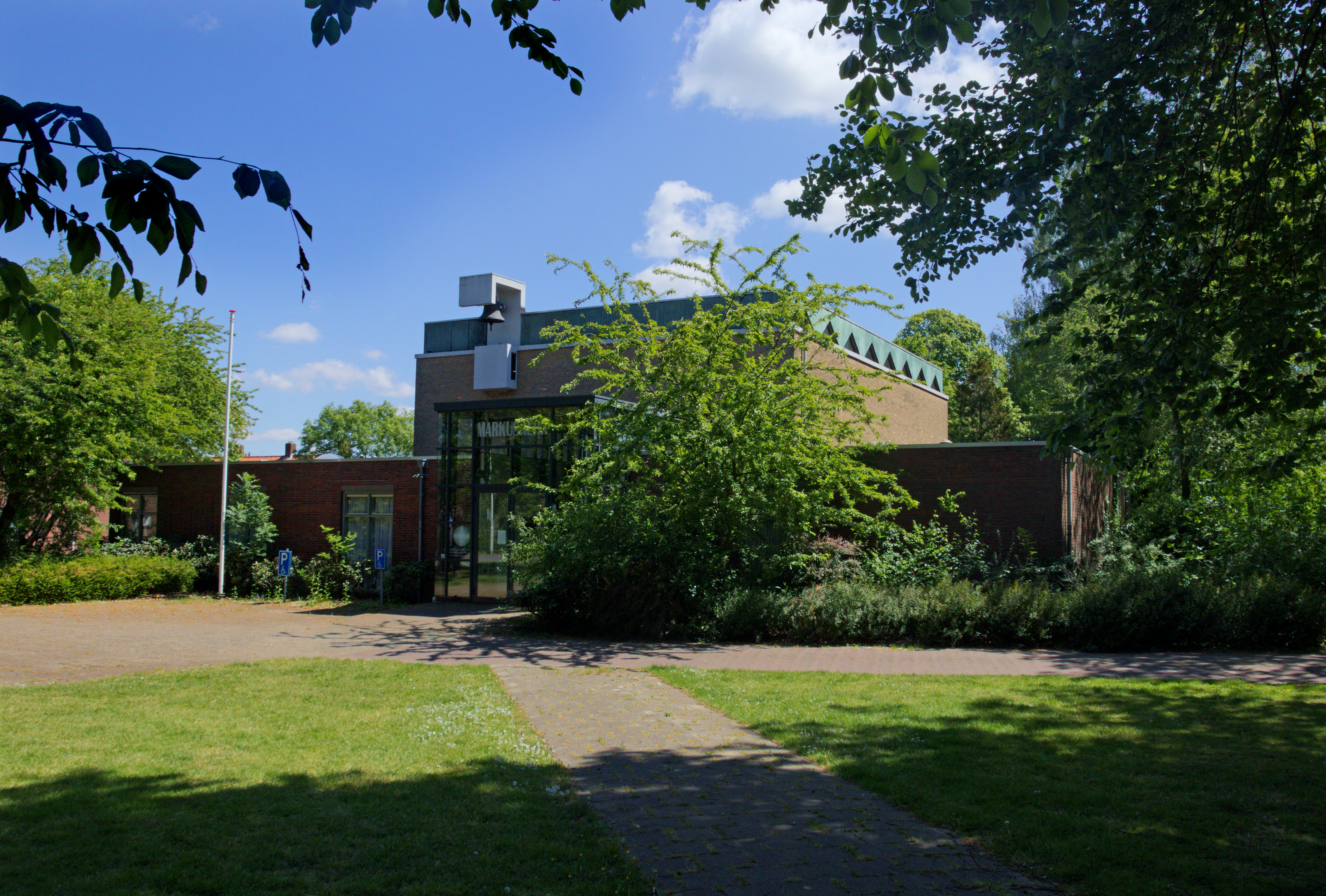
Markuskerk
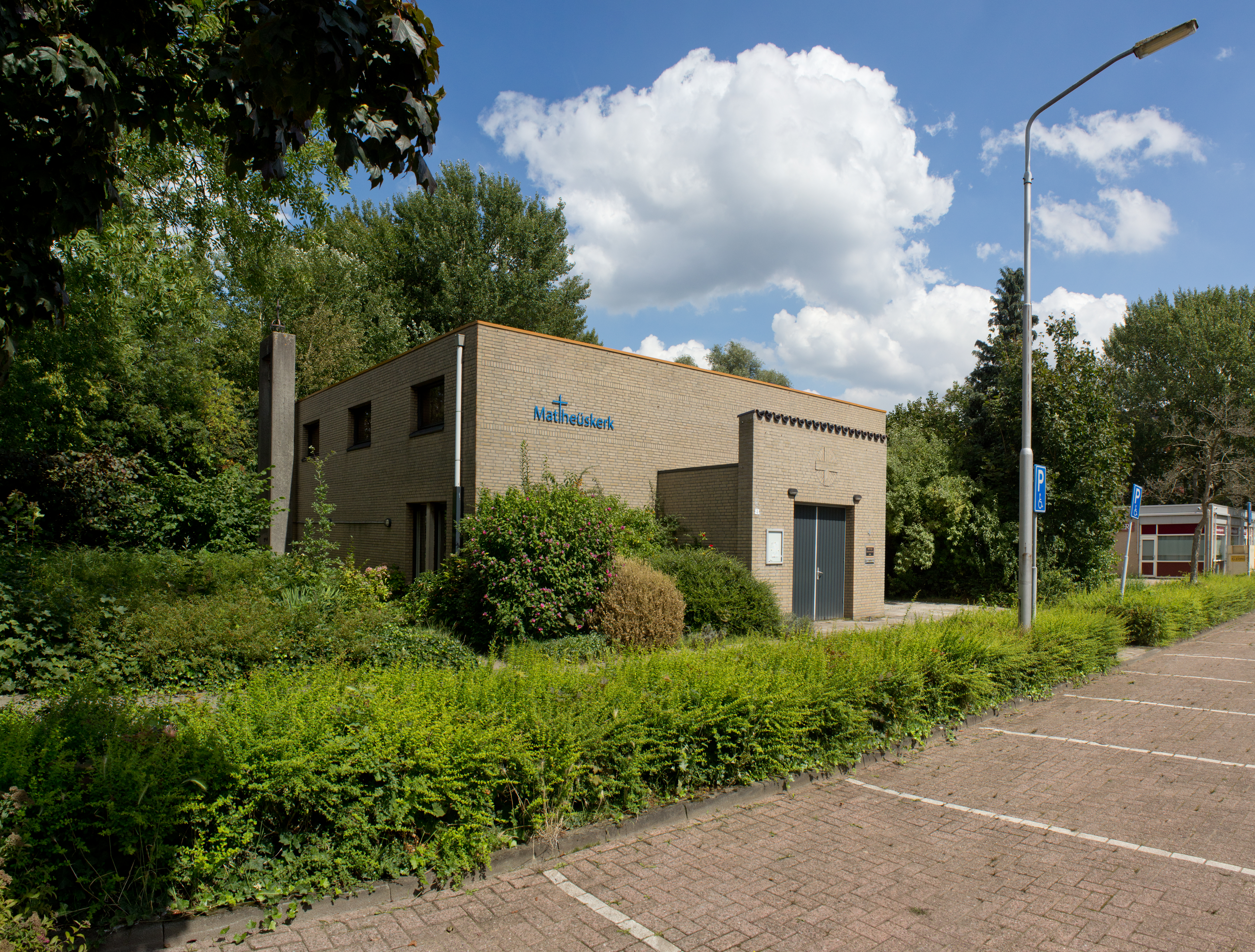
Menswordingskerk
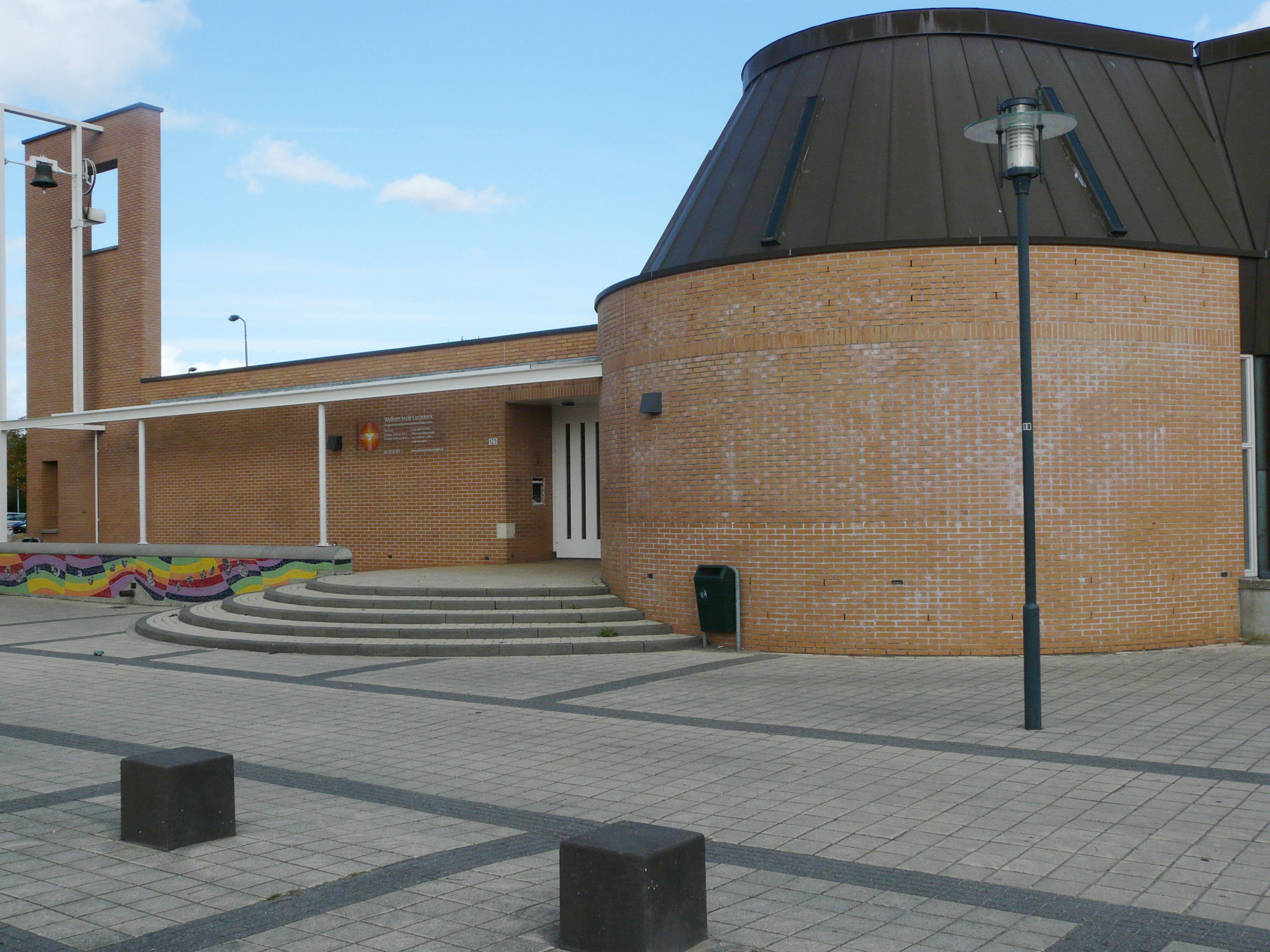
Lucaskerk

## Synagogen
- De synagoge aan de Schoolstraat is in 1992 gerestaureerd en in gebruik genomen door de Nieuw-Israelitische Gemeente. Hij werd in 1845 gebouwd. De joodse gemeente werd gesticht in 1803 en in 1840 waren er ongeveer 230 Joden, wat de bouw van de synagoge mogelijk maakte. In 1942 werden de Joden van Breda grotendeels gedeporteerd en de synagoge geplunderd. De weinigen die terugkeerden hebben het gebouw aanvankelijk niet meer opnieuw in gebruik genomen. Van 1972 tot 1992 was er een kleine synagoge in de Dr. Van Mierlostraat. De joodse begraafplaats voor Breda met metaheerhuis en kohaniemhuis bevindt zich in Oosterhout.

## Moskeeën
- De Arrahman moskee van de Marokkaanse gemeenschap bevindt zich in de Archimedesstraat.
- De Yeni Camii in de Brouwerijstraat is een moskee van de Turkse gemeenschap.